# Tianjin
Pour les articles homonymes, voir Tianjin (homonymie).
Tianjin, ou Tientsin en français (en chinois : 天津 ; pinyin : tiānjīn ; EFEO : T'ien-Tsin), est une municipalité autonome du nord-est de la république populaire de Chine. Avec près de 14 millions d'habitants en 2020, il s'agit de la quatrième ville de Chine en nombre d'habitants, après Shanghai, Pékin et Chongqing. Tianjin est également l'une des quatre municipalités du pays qui sont directement gouvernées par le pouvoir central. Elle fait partie de la région Jing-Jin-Ji.
Située sur les rives du golfe de Bohai — un bras de la mer Jaune —, la municipalité de Tianjin est frontalière de la province Hebei et de la municipalité de Pékin. Elle se divise en deux ensembles urbains adjacents : la ville de Tianjin proprement dite, avec le centre historique, située sur les rives du fleuve Hai He — qui rejoint le fleuve Jaune (Huang He) et le Yangtsé via le Grand Canal — ; et Binhai, une ville nouvelle située à l'est du centre historique, sur les rives de la mer de Bohai. Cette dernière, ainsi que le district de Tanggu voisin, est une zone économique spéciale destinée à accueillir de nombreuses entreprises chinoises et internationales. Sa croissance économique est l'une des plus importantes de Chine. Ainsi, le PIB de Binhai a dépassé en 2010 celui de Pudong à Shanghai.
Symbole de ce récent développement économique — autour de l'aéronautique et de l'électronique notamment —, plusieurs gratte-ciels sont actuellement en construction, comme la China 117 Tower ou le Tianjin International Trade Centre. La ville abrite également un musée d'art chinois, le mémorial dédié à Zhou Enlai (le Premier ministre de Mao Zedong), le temple de la Grande Compassion, ainsi que l'ancienne cathédrale de l'ex-concession française, l'église Notre-Dame-des-Victoires. Plus récemment, la ville a accueilli des compétitions sportives dans son centre olympique, construit à l'occasion des Jeux olympiques de 2008 à Pékin.

## Histoire

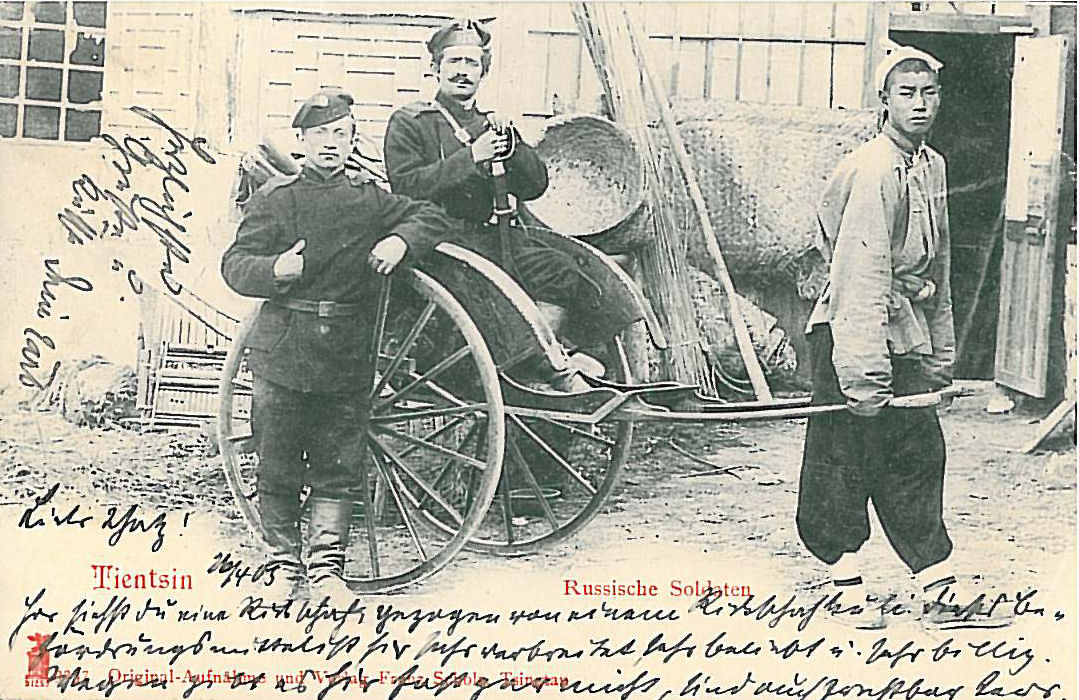
Soldats russes à Tianjin en 1905.

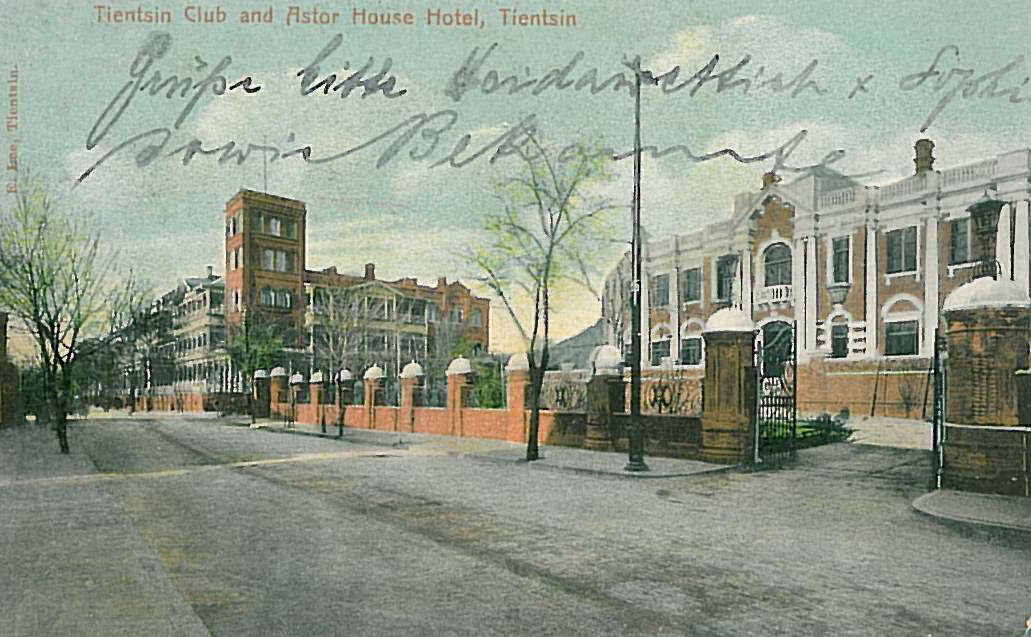
Tientsin Club et Hôtel Astor House, 1902.

Les terres où se trouve maintenant Tianjin ont été créées par la sédimentation de plusieurs rivières, dont le fleuve Jaune, qui se jettent dans le golfe de Bohai non loin de la ville.
Avec l'ouverture du Grand Canal sous la dynastie Sui (581-618), Tianjin, alors appelée Zhigu, devient une ville et un port de commerce importants. En 1404, l'empereur Yongle donne à la ville le nom de Tianjin, littéralement le « gué de l'Empereur », pour indiquer que l'empereur (le fils du Ciel) a traversé la rivière à cet endroit. Quelques années plus tard, un fort connu sous le nom de fort de Tianjin (Tianjin Wei, 天津卫) y est établi.
En 1725, la ville devient préfecture. Le Xian de Tianjin est créé sous la préfecture en 1731.

### Temps des concessions européennes

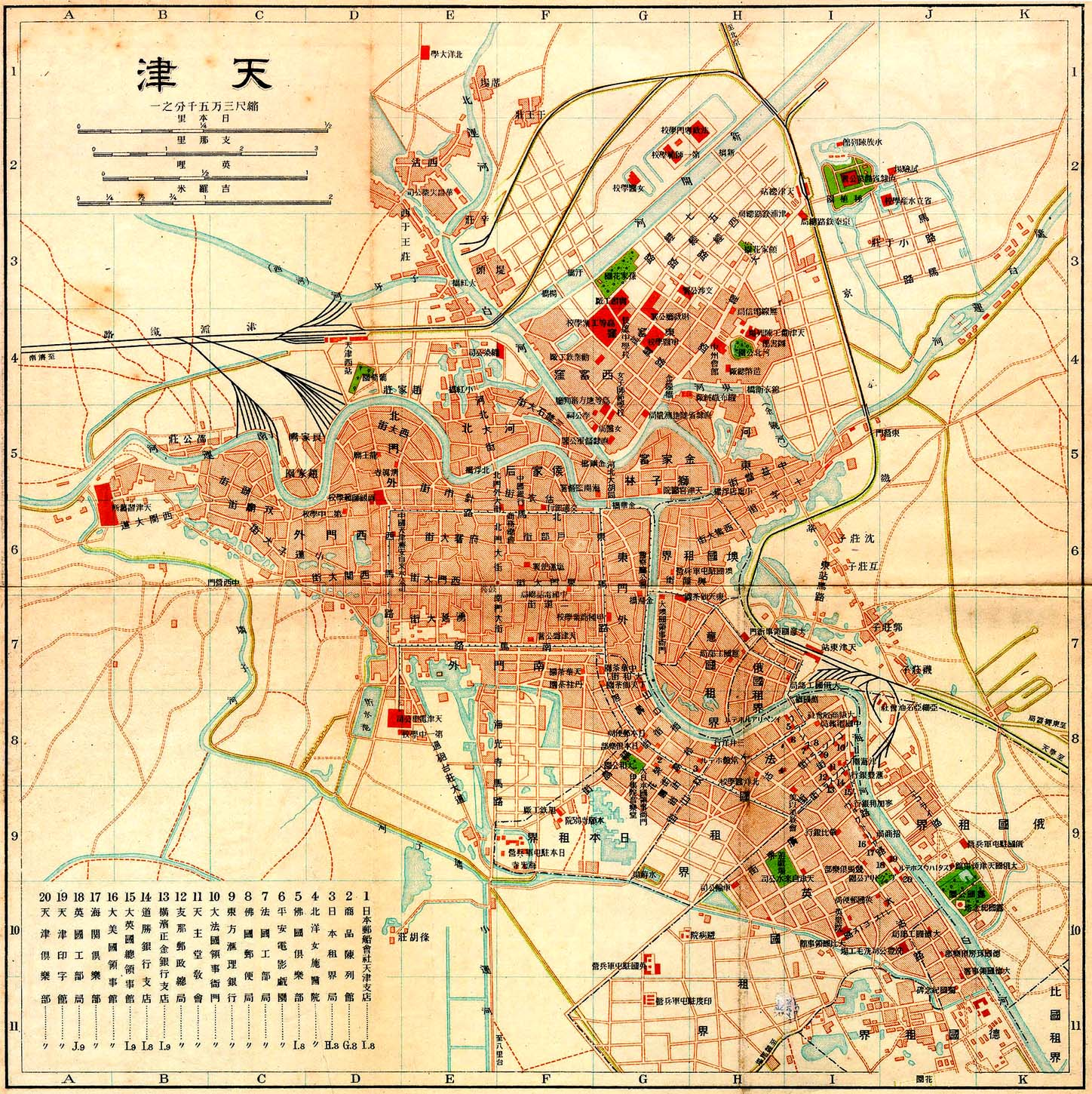
Carte du XIXe siècle de Tianjin.

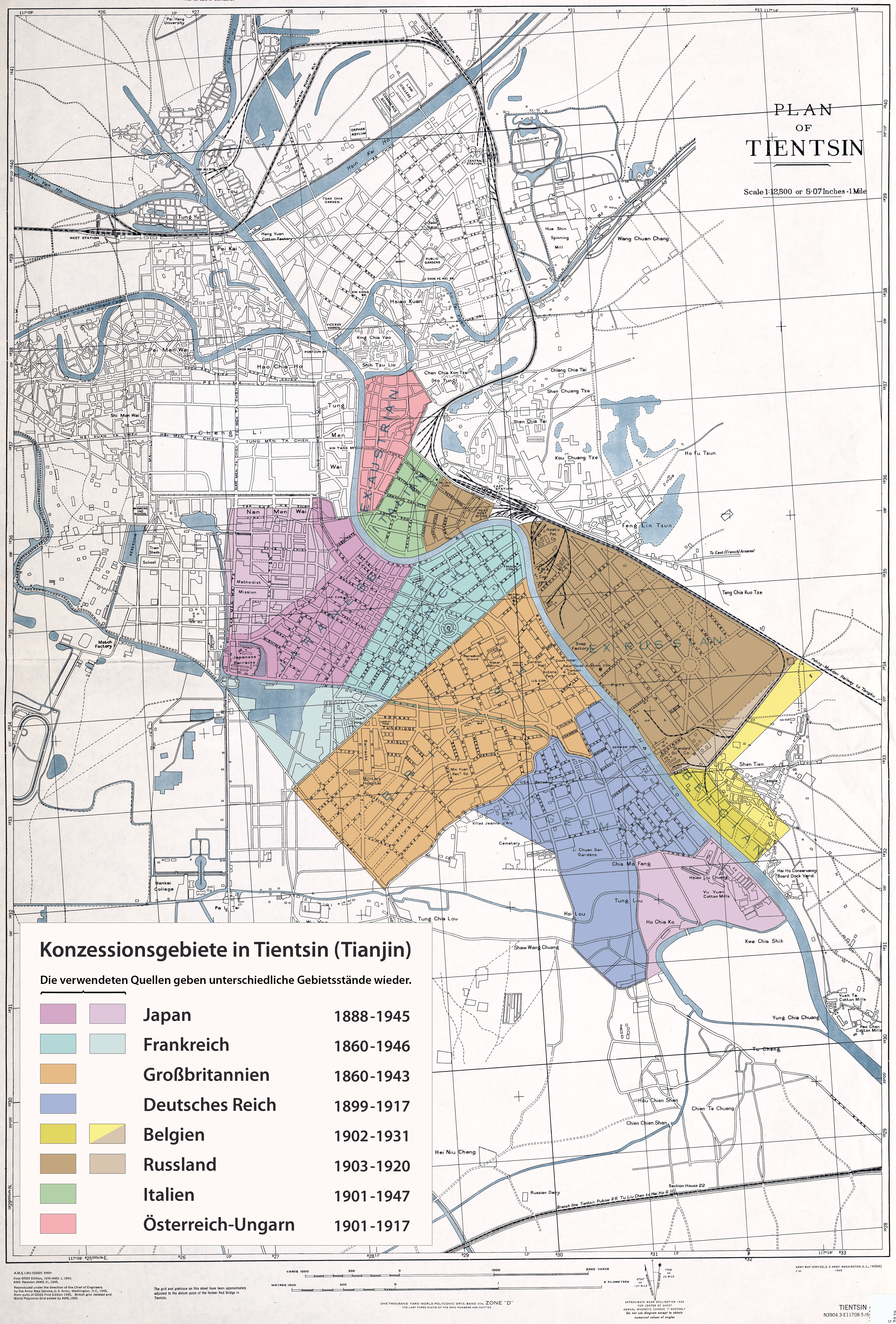
Carte des concessions étrangères de Tientsin.

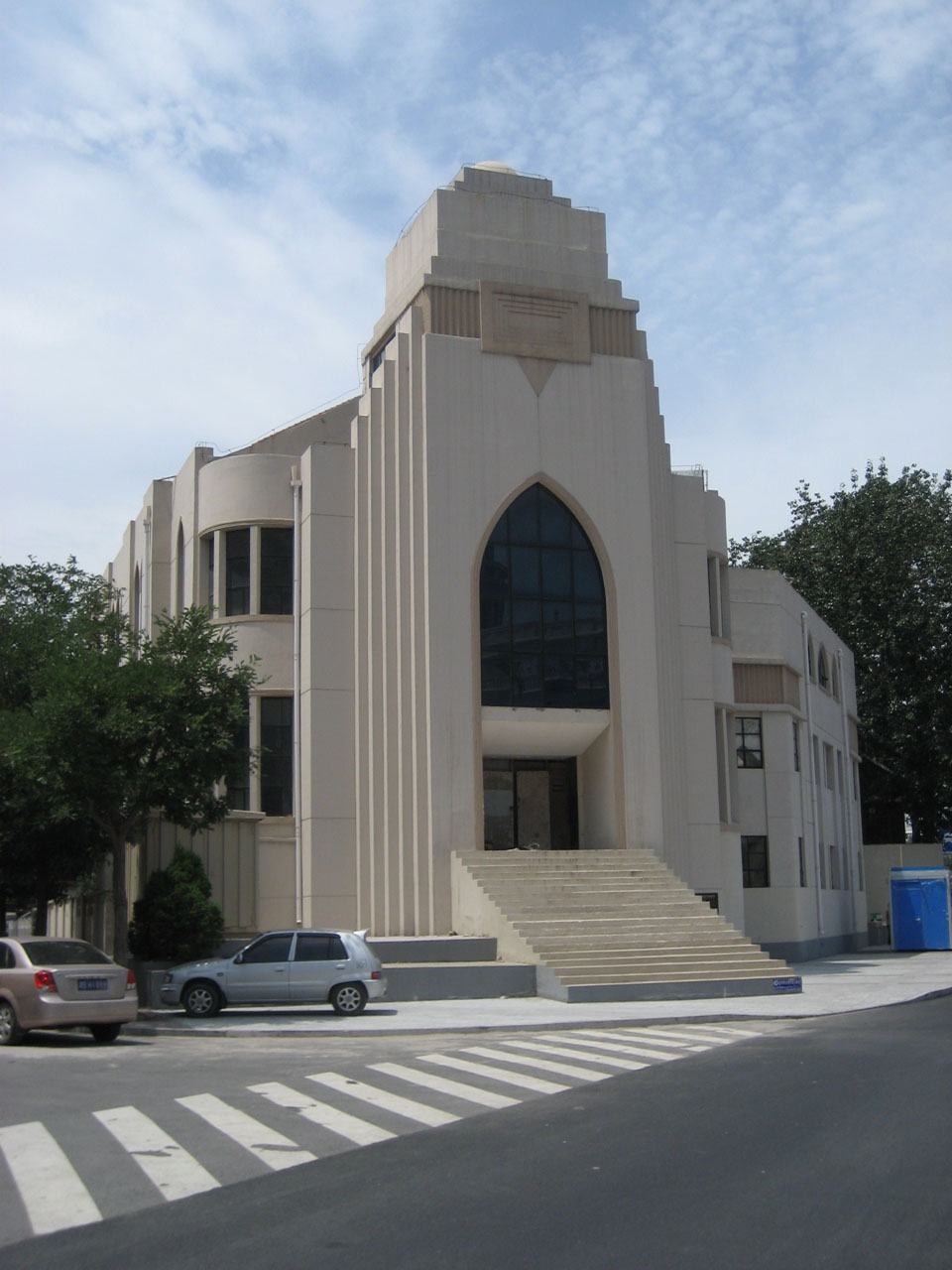
La synagogue de Tientsin construite en 1940.

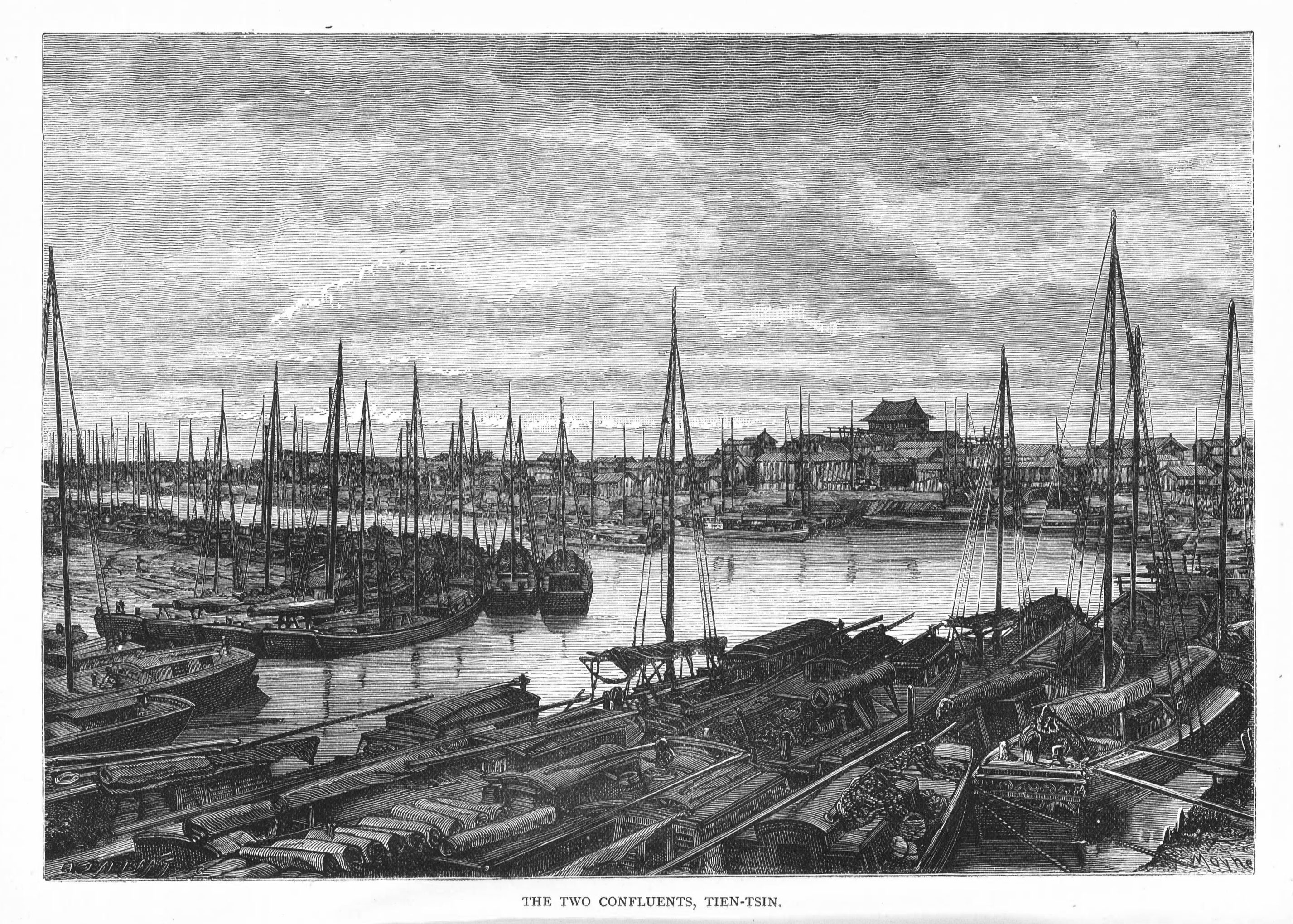
Rivière Hai He.

Au milieu du XIXe siècle, les rives du Hai He, proches de Pékin, intéressent les puissances européennes. Tianjin offre une configuration géographique idéale. Ouvert à l'activité fluviale, le Hai He dessine un arc de cercle au milieu d'un bassin aéré se prolongeant jusqu'à la mer de Bohai.
En 1856, les soldats chinois montent à l'abordage de la Flèche, un bateau chinois enregistré à Hong Kong arborant le drapeau britannique et suspecté de piraterie, de contrebande et de commerce d'opium. Ils capturent et emprisonnent douze hommes[réf. souhaitée]. En réponse, les Britanniques et les Français envoient des canonnières sous le commandement de l'amiral Sir Michael Seymour pour capturer les forts de Taku (大沽砲台), près de Tianjin en mai 1858[réf. souhaitée]. À la fin de la première partie de la seconde guerre de l'opium en juin de la même année, le traité de Tianjin qui ouvre Tianjin au commerce étranger est signé. Le traité est ratifié par l'empereur chinois en 1860 et Tianjin s'ouvre officiellement au reste du monde.
En 1860, le traité de Pékin, qui met fin à la seconde guerre de l'opium, offre des concessions à trois puissances occidentales : la France, le Royaume-Uni et les États-Unis. Cependant, le massacre de Tientsin en juin 1870 installe la méfiance des deux côtés. En 1894, de nouvelles concessions sont attribuées à l'Empire allemand et au Japon. À la fin de la guerre des Boxers, quatre autres concessions sont octroyées à l'Italie, à l'Autriche-Hongrie, à la Russie et à la Belgique. Dans leur sillage, vingt consulats s'installent à Tientsin (comme alors romanisée en Occident).

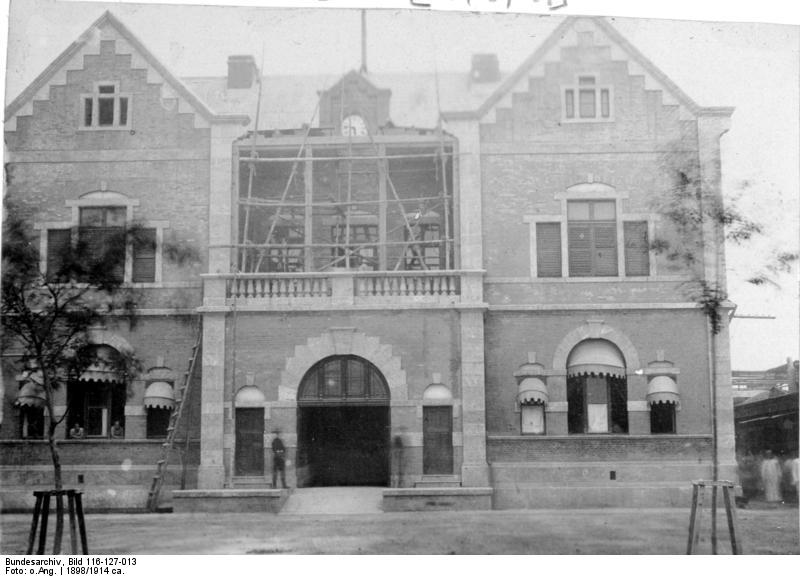
Vue du club français de Tientsin.

Le découpage des concessions est arbitraire. Elles recouvrent des étendues variables. Le Royaume-Uni et l'Allemagne se taillent la part du lion, alors que Belges et les Italiens sont cantonnés à des espaces restreints. Entre 1860 et 1870, les premières bâtisses voient le jour. Chaque concession reflète le style de chaque pays. Des architectes occidentaux, dont certains deviendront très prospères, élaborent les plans. En bordure du Hai He, l'hôtel Astor devient le point de ralliement des entrepreneurs occidentaux. C'est le premier établissement hôtelier de Chine du Nord ouvert aux étrangers.

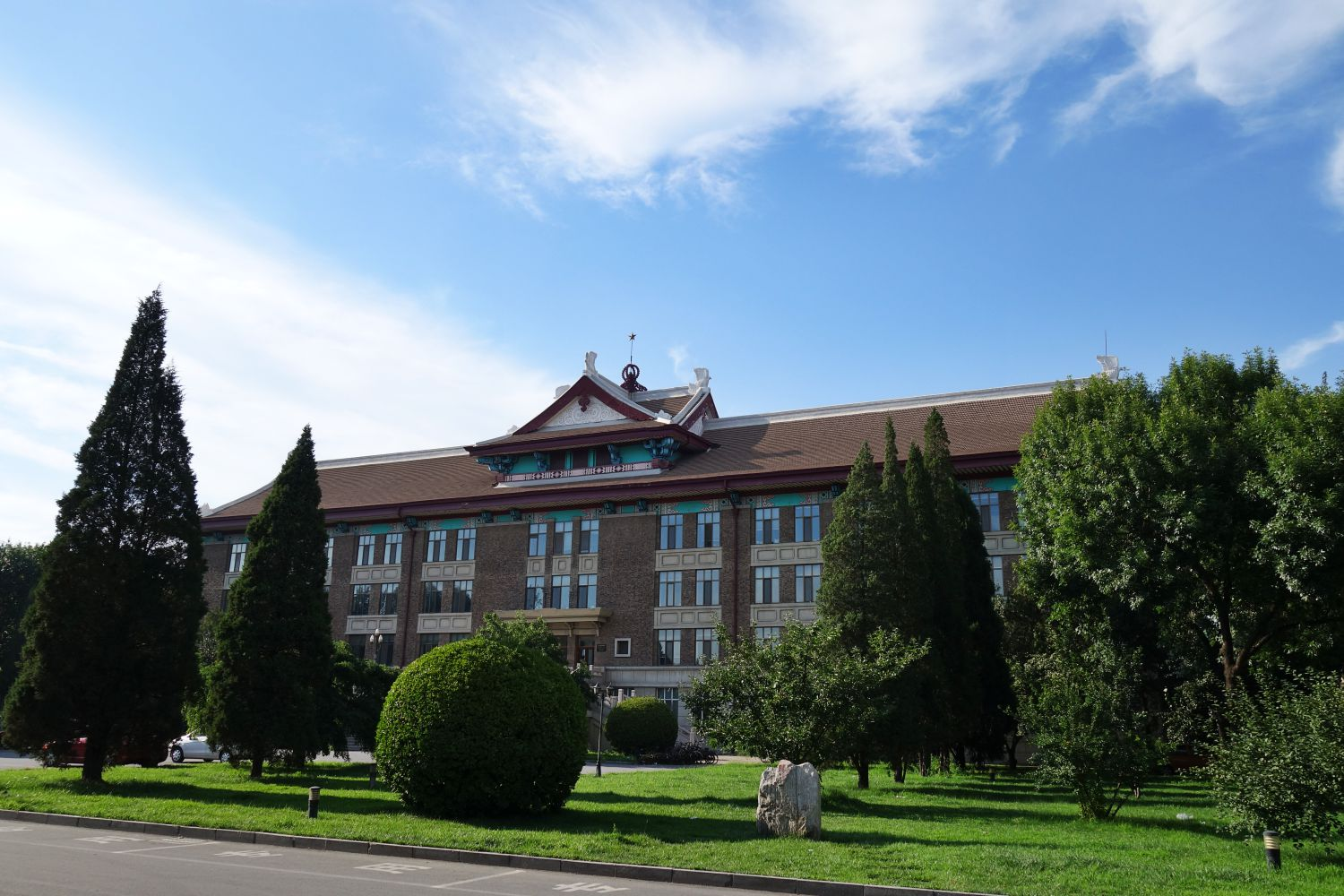
La première université moderne établie en Chine — université de Tianjin (université de Peiyang).

Dans ses premières années, la présence des Occidentaux n'est pas sûre. Le 21 juin 1870, une foule importante saccage l'orphelinat français. Dix-huit étrangers sont tués, dont les dix religieuses et le consul Fontanier. Cependant, la dynastie Qing présente ses excuses et une sévère répression est exercée contre les fauteurs de troubles. L'histoire des concessions évolue alors au rythme d'une situation internationale particulièrement chaotique. Très engagés aux Philippines, qu'ils ont enlevées aux Espagnols, les Américains cèdent en 1902 leur concession au Royaume-Uni. Dans la foulée de l'entrée de la Chine en guerre du côté des Alliés, en mars 1917, les concessions allemandes et austro-hongroises sont dissoutes.
De 1902 à 1937, Tianjin (Tientsin à l'époque) connaît une période faste. Un personnage séduisant, Gustav Detring, incarne le dynamisme de la ville. Il est au service de Li Hongzhang, vice-roi de la province, et exerce sans en avoir le titre le rôle de maire de la ville.

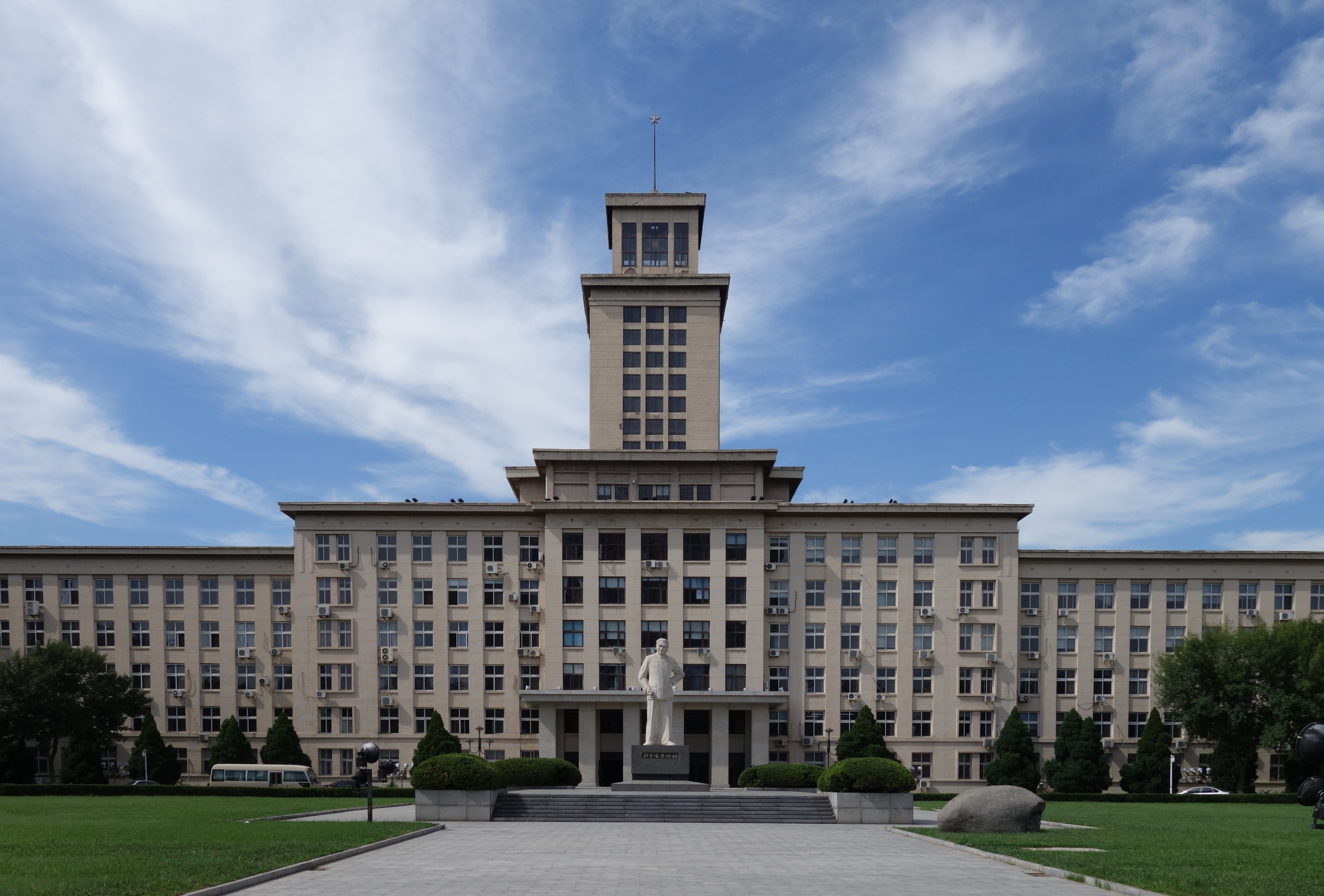
L'université de Nankai, l'une des universités les plus célèbres de Chine, a été fondée en 1919.

Herbert Clark Hoover, futur président des États-Unis, réside alors à Tianjin,. Dans son journal, il témoigne : « C'est une cité universelle, comme le monde en miniature. S'y côtoient toutes les nationalités, tous les styles architecturaux, toutes les cuisines. » Paul Claudel est consul et président du conseil municipal de la concession française de 1906 à 1909, mais il regrette son ancien poste de Foutchéou et n'aime pas la ville qu'il trouve laide : « C'est vraiment de la lisière de pays, comme on dit une lisière d'étoffe toute mangée par le sable et l'eau salée » et il indispose les fonctionnaires français en recevant trop de missionnaires chez lui. C'est à Tientsin que naissent deux de ses enfants, Marie en 1907 et Pierre en 1908. De son côté, le général George Marshall qui séjournera un temps dans l'American Barracks (caserne américaine) ajoute : « Mon premier contact avec la Chine fut surprenant. Je logeais dans une maison d'allure viennoise, je mangeais un pot-au-feu, je jouais au badminton et le soir, combien de fois n'ai-je pas bu de bière allemande ? Tirant parti de cette expérience, j’ai toujours vanté dans ma vie politique les mérites d’une cité universelle et fraternelle. »
En 1932, Teilhard de Chardin y demeure.
Ville ouverte et libre, Tianjin accueille des réfugiés. En 1928, elle abrite une communauté juive de quatre mille personnes dont beaucoup de rescapés des pogroms. « Alors que nos frères sur la Vistule souffraient le martyre, nous vivions heureux, sans la moindre turbulence », souligne Harry Rozents, originaire de Pologne. En 1938, la synagogue de Nanjing Lu est inaugurée en grande pompe. « Occidentaux, Chinois et Juifs étaient de la fête », se souvient Harry Rozents.
Tianjin est aussi la ville des notables chinois. Comme en témoignent de nombreuses plaques à l'entrée des maisons, seigneurs de la guerre et lettrés s'installent dans les concessions. Comble de la liberté, Puyi, dernier empereur de la dynastie Qing, après avoir été chassé de Pékin, y résidera jusqu'en 1931. Tianjin est aussi souvent considéré comme la ville d'adoption de Zhou Enlai qui y vécut une partie de son enfance. Plus tard, ses visites répétées à l'hôtel Astor témoignèrent d'un réel attachement à cette ville.

### La ville de 1937 à 2000
En 1937, l'armée impériale japonaise occupe la ville à la suite du déclenchement de la guerre sino-japonaise. Les concessions étrangères sont tout d'abord respectées mais en juin 1939, un incident important survient avec le gouvernement britannique alors que l'armée impériale implante un blocus autour de la concession pour obtenir six résistants chinois accusés d'avoir assassiné le directeur d'une banque appartenant à des capitaux nippons.
À compter de 1941, les Occidentaux sont soumis aux mêmes mesures de répression que les chinois et plusieurs concessions sont pillées. Sur leur déclin, les dernières concessions sont dissoutes de 1943 à 1945 par le gouvernement nationaliste. Le 17 janvier 1949, Tianjin est prise par l'Armée populaire de libération. Tout son patrimoine architectural devient alors « bien d'État ». Mais aucune administration spécifique n'est créée pour en assurer la gestion. Chaque district de la ville entretient son parc de vieilles maisons comme toute autre construction. Pendant la guerre froide, le patrimoine est délaissé. Épisodiquement entretenu, le bâti se détériore, en particulier les anciennes concessions russes et françaises. Le rythme des dégradations s'accélère avec l'urbanisation. Des usines polluantes sont construites au cœur de la ville. Inexorablement, les édifices se délabrent, certains menacent de tomber en ruine, les murs noircissent.
Dans les années 1980, une nouvelle menace guette. La demande en logements et en bureaux entraîne une spirale presque incontrôlable de nouvelles constructions à la finition aléatoire. S'ajoute la boulimie financière des groupes immobiliers qui boudent cet héritage jugé peu rentable. Rapidement, l'ancienne concession russe est engloutie sous le béton. Des gratte-ciel se calent entre les vieux bâtiments, les écrasant aussitôt.

### La ville auXXIesiècle

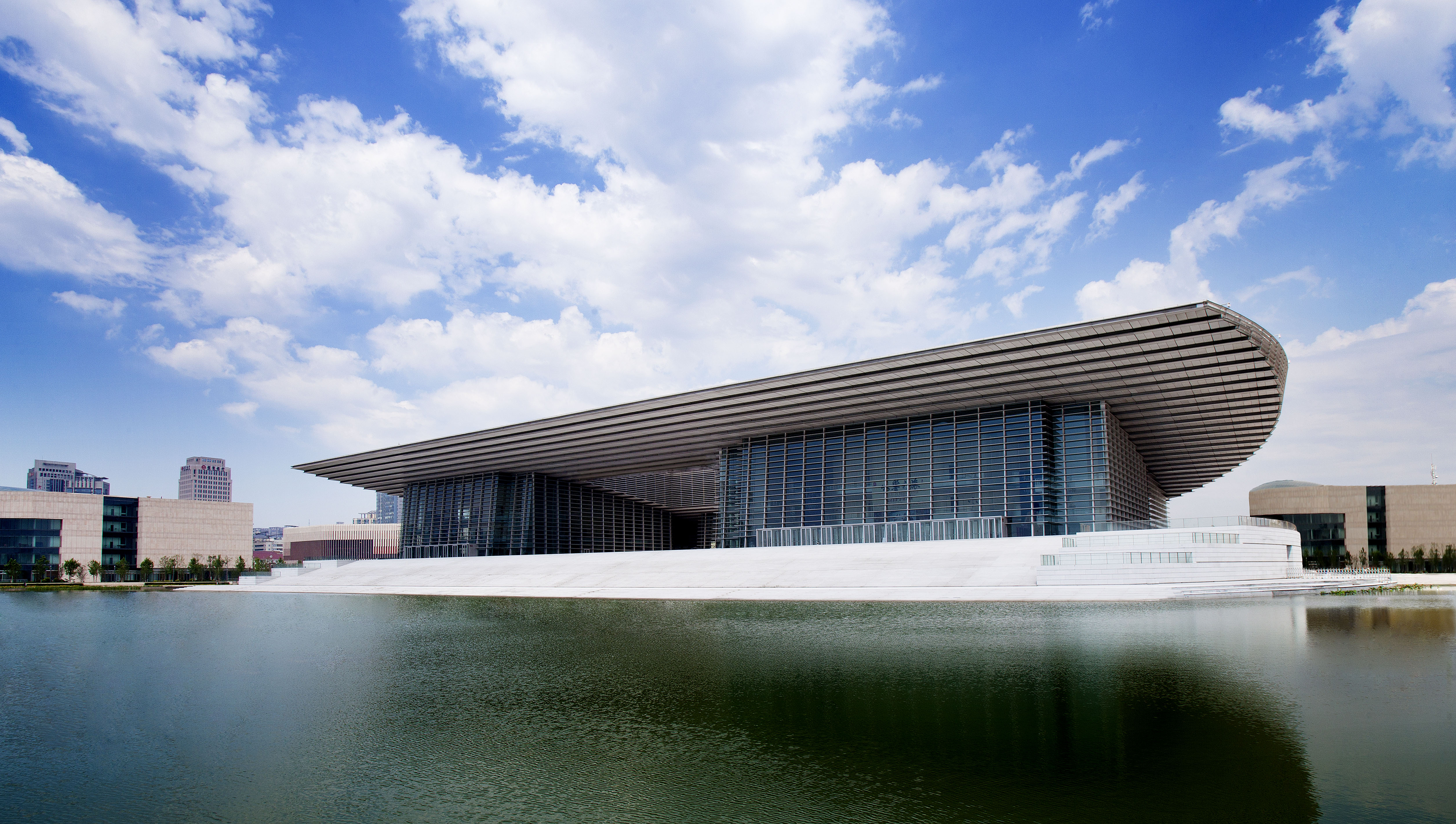
Tianjin Grand Theatre.

En 2008, à l'occasion des Jeux olympiques de Pékin, Tianjin est choisie pour accueillir des matchs du tournoi de football. Le centre olympique de Tianjin est construit pour cette occasion.
Le 12 août 2015 vers 18 h 30, d'importantes explosions ont lieu dans un entrepôt chimique basé à Binhai New Area, une zone de développement économique sous la juridiction de la municipalité de Tianjin. La série d'explosions, ressentie à plusieurs kilomètres aux alentours, entraîne la mort d'au moins 165 personnes et en blesse plus de 700 autres, outre une dizaine de personnes portées disparues.

## Géographie

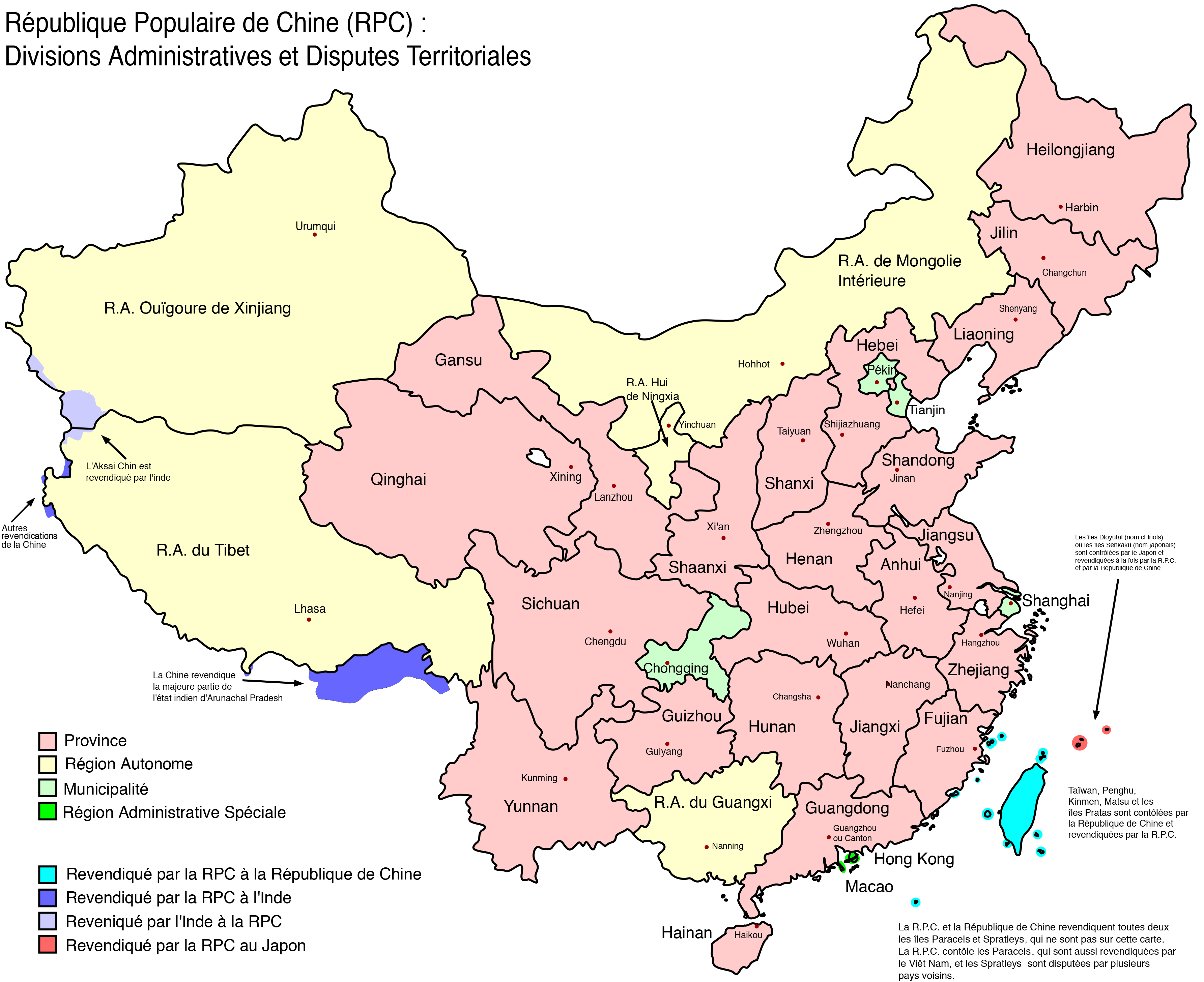
Divisions administratives et disputes territoriales de la république populaire de Chine.

### Situation

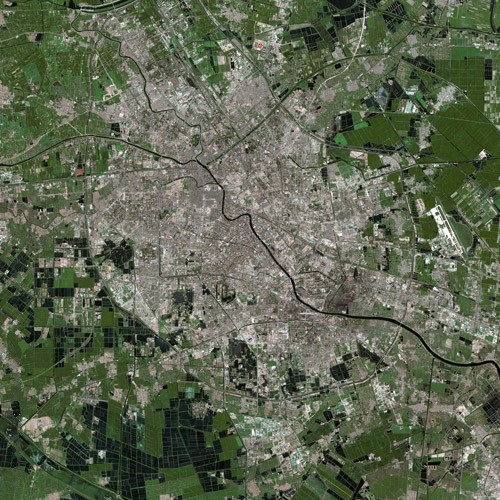
Image satellite de 2002 montrant l'agglomération de Tianjin.

Tianjin se trouve dans une plaine à l'embouchure du Hai He et à l'extrémité nord du Grand Canal de Chine, qui relie le fleuve Jaune (黃河) et le Yangtsé (长江). Elle est située à 111 km au sud-est de Pékin et à 444 km au nord-ouest de Qingdao.
La municipalité de Tianjin est en général plate et marécageuse près de la côte, mais vallonnée au nord, où les montagnes Yan (燕山) traversent le nord de Tianjin. Le point culminant de la municipalité est le pic de Jiushanding à la frontière Nord avec le Hebei, à 1 078 mètres.
Le territoire de la municipalité autonome s'étend sur 11 920 km2. Il a une façade maritime (mer de Bohai) à l'Est et jouxte la municipalité autonome de Pékin au Nord-Ouest. Sur ses autres limites, il touche la province du Hebei.
Le fleuve Hai He (海河) se forme à Tianjin avec la confluence de la rivière Ziya (子牙河), la rivière Daging (大清河), la rivière Yongding (永定河) et le Grand Canal. Le fleuve se jette ensuite dans l'océan Pacifique par le district de Tanggu. Les réservoirs les plus importants sont le réservoir de Beidagang à l'extrême sud (district de Dagang) et le réservoir Yuqiao à l'extrême nord (Xian de Ji).
La zone urbaine de Tianjin se trouve dans le centre-sud de la municipalité. La côte de Bohai est bordée d'une série de villes portuaires dont Tanggu (塘沽) et Hangu (汉沽).

### Géologie
La plaine du nord de la Chine (Grande Plaine), dans laquelle se trouve Tianjin, est géologiquement une zone de sédimentation qui a été constituée au cours du temps par la formation du delta du nord de la Chine. Elle se compose de lœss alluviaux et de sables, qui ont été apportés par les rivières en provenance des montagnes de l'ouest du pays.
D'un point de vue climatique (étés chauds et humides et hivers froids et secs avec des tempêtes de poussières) et phytogéographique (paysage proche des caractéristiques des steppes), la région de Pékin est semblable aux paysages de collines voisins. La grande plaine du nord de la Chine est constituée d'alluvions, amenés depuis des millénaires par le fleuve Jaune, la rivière la plus riche en boue dans le monde, et dont les contreforts nord et sud de la péninsule de Shandong atteignent la mer Jaune.
La région est soumise à de fréquents séismes à cause de l'activité tectonique et le lent passage de la plaque indienne sous la plaque eurasienne continentale. La vitesse de la tectonique de ces plaques est en moyenne d'environ quatre centimètres par an. Ainsi, le 28 juillet 1976, s'est produit à Tangshan, à 120 km à l'est de Tianjin, un des séismes les plus catastrophiques du XXe siècle. D'une magnitude de 8,2 sur l'échelle de Richter, le bilan officiel du nombre de décès de la part du gouvernement de la république populaire de Chine fait mention d'un chiffre de 242 419. Cependant, certaines sources occidentales estiment le nombre de morts à 650 000, voire 700 000. De plus, la puissance du séisme est annoncée officiellement à 7,8. Le séisme a également donné lieu à des dommages à Tianjin et dans d'autres villes de la région.

### Climat
Tianjin subit l'influence de mousson. Elle se trouve dans une zone de transition de trois climats tels que définis par la classification de Köppen : un climat subtropical humide (Cwa), un climat continental humide (Dwa) et un climat semi-aride (Bsk). Le climat de Tianjin se caractérise par des étés chauds et humides du fait de la mousson et par des hivers secs et froids dus à l'anticyclone de Sibérie. Le printemps est venteux mais sec. Parfois, au cours du printemps, Tianjin subit des tempêtes de sable venant du désert de Gobi qui peuvent durer plusieurs jours.
Les précipitations annuelles à Tianjin sont de 544 mm. Elles produisent principalement durant les mois estivaux entre juillet et août. Cette caractéristique ainsi qu'une température moyenne de 13,2 °C place Tianjin à la limite du climat semi-aride. La moyenne mensuelle la plus froide est de −3 °C et la plus chaude de 22 °C, ce qui place la ville dans une zone de transition entre un climat subtropical humide et un climat continental humide.
| Mois                                | jan.  | fév.  | mars  | avril | mai   | juin  | jui.  | août  | sep.  | oct.  | nov.  | déc.  | année   |
| ----------------------------------- | ----- | ----- | ----- | ----- | ----- | ----- | ----- | ----- | ----- | ----- | ----- | ----- | ------- |
| Température minimale moyenne (°C)   | −7,5  | −4,9  | 1,3   | 8,9   | 14,6  | 19,7  | 22,7  | 21,9  | 16,4  | 9,3   | 1,3   | −4,9  | 8,2     |
| Température moyenne (°C)            | −2,9  | 0,1   | 6,5   | 14,7  | 20,4  | 24,9  | 26,9  | 26,1  | 21,4  | 14,5  | 6     | −0,5  | 13,2    |
| Température maximale moyenne (°C)   | 1,8   | 5     | 11,7  | 20,5  | 26,1  | 30,1  | 31    | 30,2  | 26,3  | 19,7  | 10,6  | 3,9   | 18,1    |
| Ensoleillement (h)                  | 178,3 | 176,9 | 205,3 | 229,8 | 265,7 | 251,2 | 217,6 | 223,3 | 223,3 | 211,1 | 173,1 | 166,2 | 2 521,9 |
| Précipitations (mm)                 | 3,3   | 4     | 7,7   | 20,9  | 37,7  | 71,1  | 170,6 | 145,7 | 46,1  | 22,7  | 10,4  | 4,1   | 544,3   |
| Nombre de jours avec précipitations | 2     | 3     | 3     | 5     | 6     | 8     | 13    | 11    | 6     | 5     | 4     | 2     |         |
| Humidité relative (%)               | 56    | 54    | 53    | 51    | 56    | 64    | 76    | 77    | 68    | 64    | 63    | 59    | 62      |

| Diagramme climatique                                  |        |            |             |              |              |             |               |              |             |             |            |
| J                                                     | F      | M          | A           | M            | J            | J           | A             | S            | O           | N           | D          |
| 1,8−7,53,3                                            | 5−4,94 | 11,71,37,7 | 20,58,920,9 | 26,114,637,7 | 30,119,771,1 | 3122,7170,6 | 30,221,9145,7 | 26,316,446,1 | 19,79,322,7 | 10,61,310,4 | 3,9−4,94,1 |
| Moyennes : • Temp. maxi et mini °C • Précipitation mm |        |            |             |              |              |             |               |              |             |             |            |

### Subdivisions administratives
La municipalité de Tianjin exerce sa juridiction sur seize subdivisions — treize districts et trois xian.

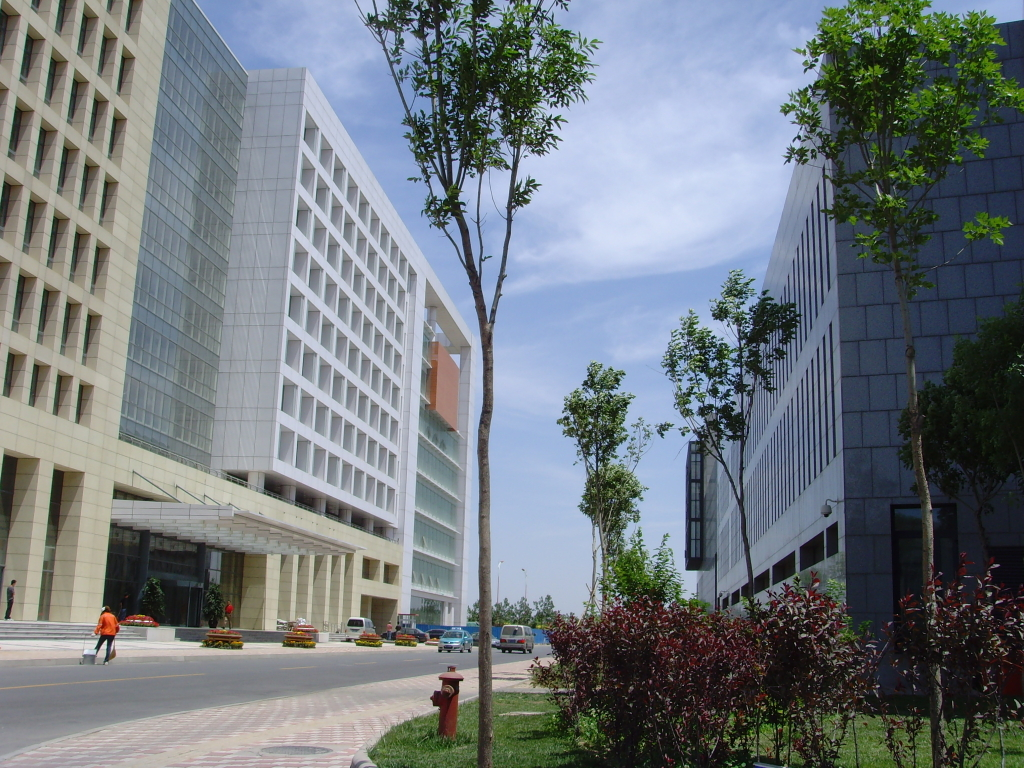
Parc industriel de l'aéroport, district de Dongli.

    Tianjin Centre:
| District                                   | Population (2000) | Population (2010) | Superficie (km2) | Densité (par km2) |
| ------------------------------------------ | ----------------- | ----------------- | ---------------- | ----------------- |
| District de Heping (和平区: Hépíng Qū)     | 310 363           | 273 466           | 9,97             | 27 429            |
| District de Hexi (河西区: Hexī Qū)         | 779 131           | 870 632           | 37               | 23 531            |
| District de Hebei (河北区: Héběi Qū)       | 633 603           | 788 368           | 27               | 29 199            |
| District de Nankai (南开区: Nánkāi Qū)     | 860 104           | 1 018 196         | 40,64            | 25 054            |
| District de Hedong (河东区: Hédōng Qū)     | 720 247           | 860 852           | 39               | 22 073            |
| District de Hongqiao (红桥区: Hōngqiáo Qū) | 527 013           | 531 526           | 21,3             | 24 954            |

    Binhai:
| District                                  | Population (2000) | Population (2010) | Superficie (km2) | Densité (par km2) |
| ----------------------------------------- | ----------------- | ----------------- | ---------------- | ----------------- |
| Binhai New Area (滨海新区: Bīnhǎi Xīn Qū) | 1 115 997         | 2 482 065         | 1 978            | 1 255             |

    Banlieues de Tianjin:
| District                                  | Population (2000) | Population (2010) | Superficie (km2) | Densité (par km2) |
| ----------------------------------------- | ----------------- | ----------------- | ---------------- | ----------------- |
| District de Jinnan (津南区 : Jīnnán Qū)   | 417 254           | 593 063           | 401              | 1 479             |
| District de Dongli (东丽区: Dōnglì Qū)    | 442 224           | 569 955           | 460              | 1 239             |
| District de Xiqing (西青区 : Xīqīng Qū)   | 433 697           | 684 690           | 545              | 1 256             |
| District de Beichen (北辰区 : Běichén Qū) | 444 791           | 669 031           | 478              | 1 400             |

    Tianjin Rural:
| District                                | Population (2000) | Population (2010) | Superficie (km2) | Densité (par km2) |
| --------------------------------------- | ----------------- | ----------------- | ---------------- | ----------------- |
| District de Baodi (宝坻区 : Bǎodǐ Qū)   | 646,947           | 799,057           | 1 523            | 525               |
| District de Wuqing (武清区 : Wǔqīng Qū) | 814 752           | 949 413           | 1 570            | 605               |
| Xian de Ji (蓟县: Jì Xiàn)              | 800 763           | 784 789           | 1 590            | 494               |
| Xian de Jinghai (静海县 : Jìnghǎi Xiàn) | 542 593           | 646 978           | 1 476            | 438               |
| Xian de Ninghe (宁河县 : Nínghé Xiàn)   | 359 247           | 416 143           | 1 414            | 294               |

En outre, la zone de développement économique et technologique de Tianjin (TEDA), bien que n'étant pas formellement une subdivision administrative, bénéficie cependant de droits similaires à ceux d'un district normal.
Ces districts et xian sont eux-mêmes divisés (au 31 décembre 2004) en 240 subdivisions de niveau canton, comprenant 120 bourgs, 18 cantons, 2 cantons ethniques et 100 sous-districts.

## Démographie
À la fin de l'année 2009, la population de la municipalité de Tianjin était de 12,8 millions, dont 9,8 millions possédaient le Hukou de Tianjin (certificat de résident permanent). Parmi les résidents permanents, 5,99 habitent dans la zone urbaine et 3,81 dans la campagne.
La majorité des résidents permanents de Tianjin sont issus de l'ethnie Han. 51 des 55 ethnies de Chine sont représentées dans la ville, dont principalement des Hui, Coréens, Mandchous et Mongols.
| Groupes ethniques à Tianjin, recensement de 2000 | Groupes ethniques à Tianjin, recensement de 2000 | Groupes ethniques à Tianjin, recensement de 2000 |
| Ethnie                                           | Population                                       | Pourcentage                                      |
| ------------------------------------------------ | ------------------------------------------------ | ------------------------------------------------ |
| Han                                              | 9 581 775                                        | 97,29 %                                          |
| Hui                                              | 172 357                                          | 1,75 %                                           |
| Mandchous                                        | 56 548                                           | 0,57 %                                           |
| Mongols                                          | 11 331                                           | 0,12 %                                           |
| Coréens                                          | 11 041                                           | 0,11 %                                           |
| Zhuangs                                          | 4 055                                            | 0,041 %                                          |
| Tujia                                            | 3 677                                            | 0,037 %                                          |

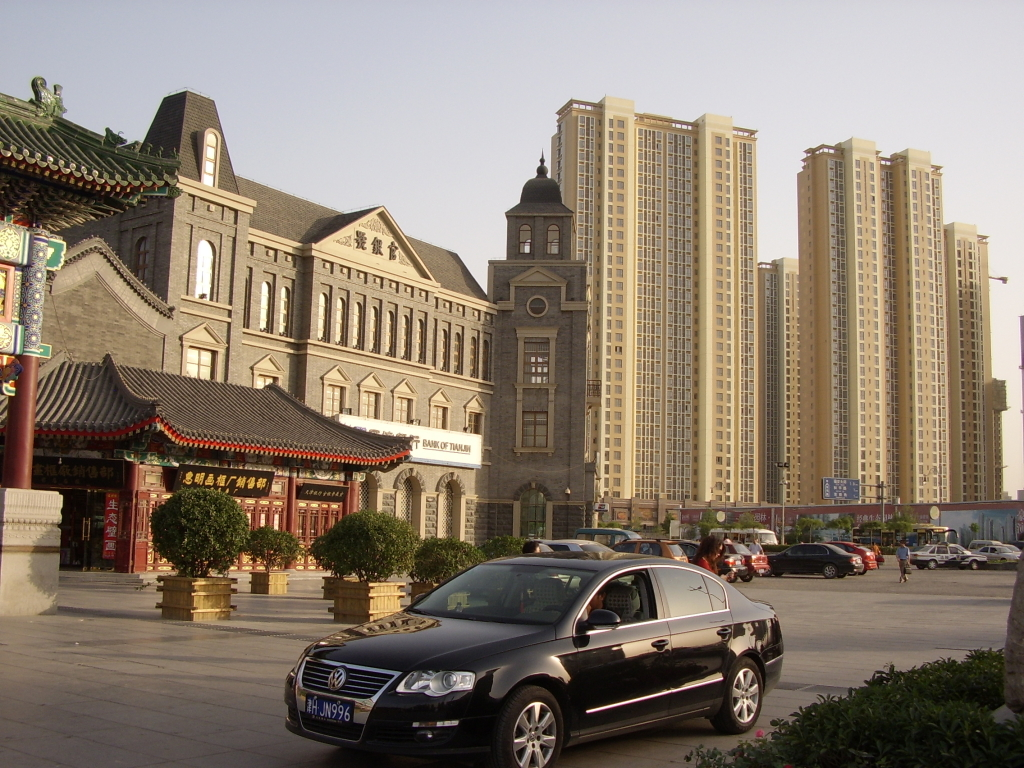
Ancienne banque Guanyinhao.

Membres de l'Armée populaire de libération en service exclus.
Source : Département des statistiques démographiques, sociales, scientifiques et technologiques du Bureau national des statistiques de Chine (國家統計局人口和社會科技統計司) et Département de la commission de Chine du développement économique des affaires ethniques d'État (國家民族事務委員會經濟發展司), eds. Totalisation des populations ethniques lors du recensement de 200 en Chine (《2000年人口普查中國民族人口資料》). 2 vols. Pékin : Maison d'édition des nationalités (民族出版社), 2003.

## Politique
Huang Xingguo, maire de Tianjin depuis 2007, est arrêté le 10 septembre 2016 et fait l'objet d'un enquête pour « violations graves de la discipline ». Le maire adjoint Yin Hailin est également concerné par une enquête. Après sa destitution, Huang Xingguo est remplacé par Li Hongzhong au titre de secrétaire du Comité du Parti communiste chinois pour la municipalité de Tianjin. Wang Dongfeng est maire de Tianjin et chef adjoint du Comité du Parti communiste pour la municipalité de Tianjin entre septembre 2016 et octobre 2017.

## Économie

### Secteurs d'activité

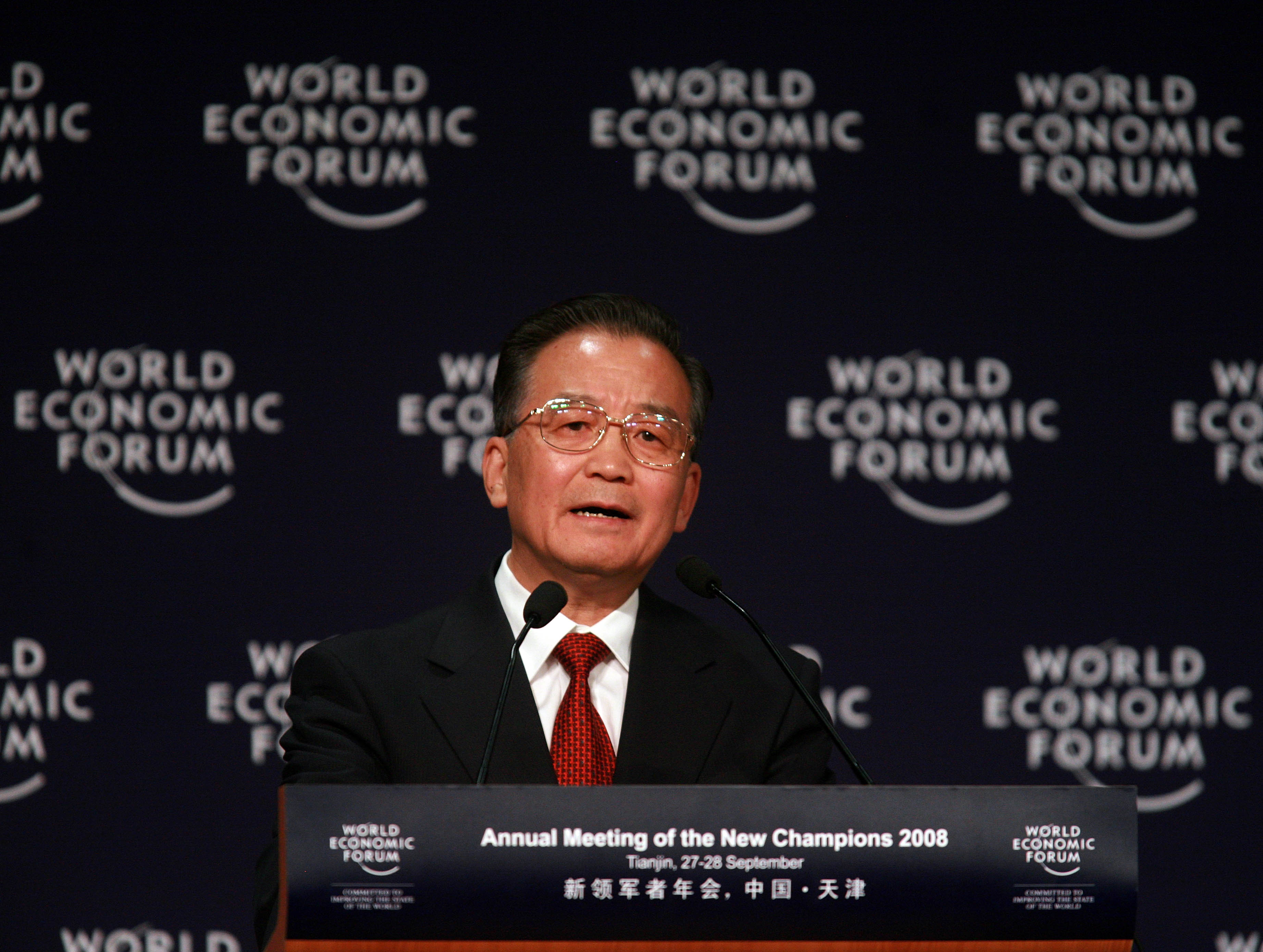
Wen Jiabao, Premier ministre de la république populaire de Chine, en discours lors d'ouverture de la Session plénière du Forum mondial économique des nouveaux champions à Tianjin, le 27 septembre 2008.

Le produit intérieur brut de Tianjin est de 750 milliards de yuans en 2009, enregistrant une croissance annuelle de 16,5 %.
En 2009, le PIB par habitant est de 62 403 yuans. Le secteur secondaire constitue le secteur plus important (54,8 %) et le plus en croissance (18,2 %) de l'économie totale de Tianjin. Le revenu urbain par habitant était de 21 430 yuans, avec une augmentation de 10,3 % par rapport à l'année précédente. Les revenus ruraux par habitant étaient de 10 675 yuans, avec une augmentation de 10,4 % par rapport à l'année précédente.
Les terres agricoles occupent environ 40 % de la surface de la municipalité de Tianjin. Le blé, riz et maïs sont les céréales les plus cultivées. Le secteur de la pêche est important le long de la côte. Tianjin est également un important centre industriel, contenant des entreprises pétrochimiques, textiles, automobiles, mécaniques et métallurgiques. L'essor de l'activité maritime a conduit Tianjin à prendre en 2011 le 3e rang des plus grands ports du monde.
La municipalité de Tianjin a également des gisements d'environ 1 milliard de tonnes de pétrole dans le district de Dagang qui possède des réserves de pétrole. La production de sel est également importante dans le secteur de Changlu Yanqu, qui constitue un des plus importants secteurs de production de sel du pays. L'énergie géothermique est une autre ressource de Tianjin. Des gisements de manganèse et de bore sous la ville sont les premiers découverts en Chine.
EADS Airbus a déjà implanté une chaîne de montage d'Airbus A320, opérationnelle depuis 2009. L'AVIC I (China Aviation Industry Corporation I) et l'AVIC II (China Aviation Industry Corporation II) sont les partenaires locaux de l'usine, qui reçoit des pièces à assembler du monde entier

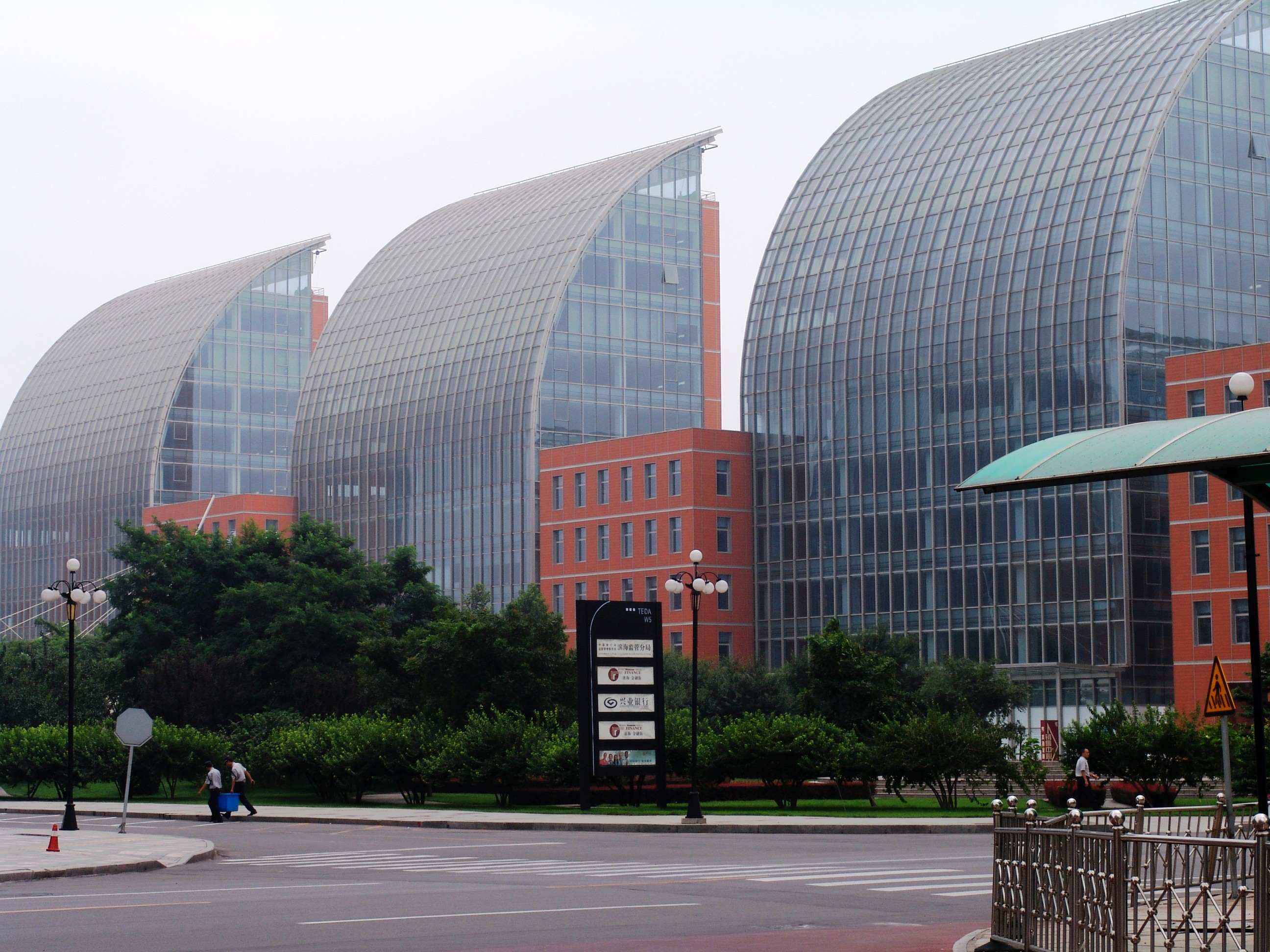
Zone de développement économique et technologique de Tianjin.

### Principales zones de développement économique et technologique
- Zone de développement économique et technologique de Tianjin Baodi
- Zone de développement économique et technologique de Tianjin (aussi connu sous l'acronyme TEDA)
- Parc industriel de hautes technologies de Tianjin
- Zone franche d'export de Tianjin
- Parc de développement industriel de Huayuan
- Parc industriel de l'aéroport de Tianjin
- Zone de développement de Wuqing

## Éducation

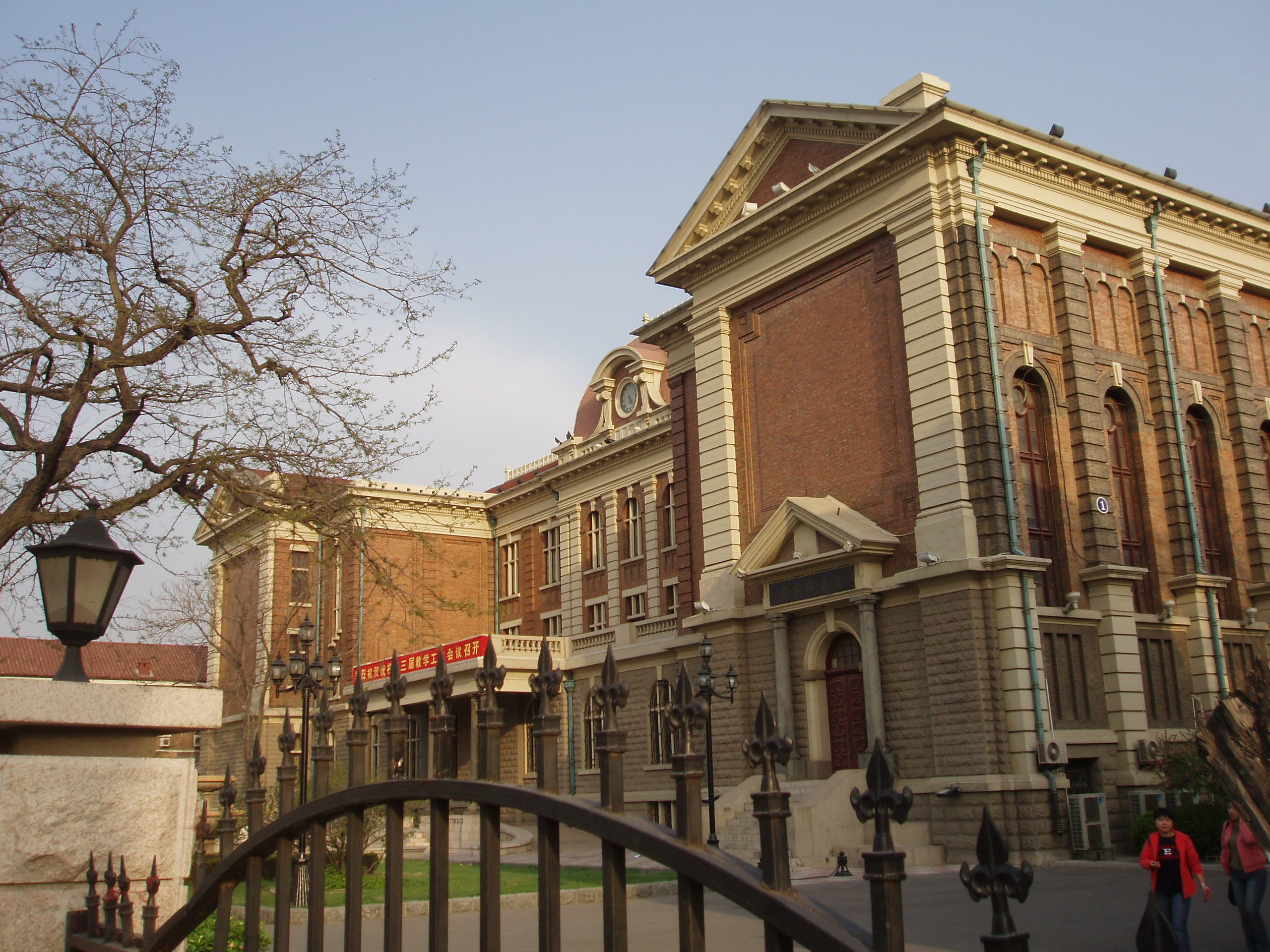
Université des études étrangères de Tianjin.

Par sa taille et son importance, la ville de Tianjin possède de nombreux lycées et universités dans tous les domaines. Parmi les universités de la ville, deux se distinguent particulièrement par leur réputation nationale : l'université de Tianjin et l'université de Nankai.
L'Université de Tianjin a été fondée en 1895 et constitue la plus ancienne université de Chine. Elle propose notamment 53 formations de licence, 151 masters et 92 doctorats. Chaque année, environ 24 000 étudiants y suivent des cours dans de nombreux domaines (science, technologie, management, sciences humaines, agriculture…). Une de ses composantes, l'Institut sino-européen d'ingénierie de l'aviation a été ouvert en 2007 et forme des ingénieurs en aéronautique sur le modèle français. Dans le même secteur d'activités, la ville abrite également l'Université de l'aviation civile de Chine.
L'Université de Nankai a été fondée en 1919 et constitue une des universités les plus prestigieuses dans le pays. Elle doit sa réputation notamment grâce à un ancien élève : Zhou Enlai, ancien Premier ministre de la république populaire de Chine. Constituée de nombreux campus à travers la ville, l'université propose notamment 71 formations de Licence, 206 programmes de Master et 117 programmes de Doctorat dans pratiquement tous les domaines d'éducation.
Tianjin attire également de plus en plus d'étudiants étrangers. Ainsi, en 2006, la Florida International University a ouvert en coopération avec l'Université de commerce de Tianjin le premier Institut d'hospitalité et de Tourisme américain à Tianjin. Ce programme international, le plus important pour l'université américaine, est hébergé dans une tour de 20 étages qui peuvent accueillir près de 2 000 étudiants.

## Culture

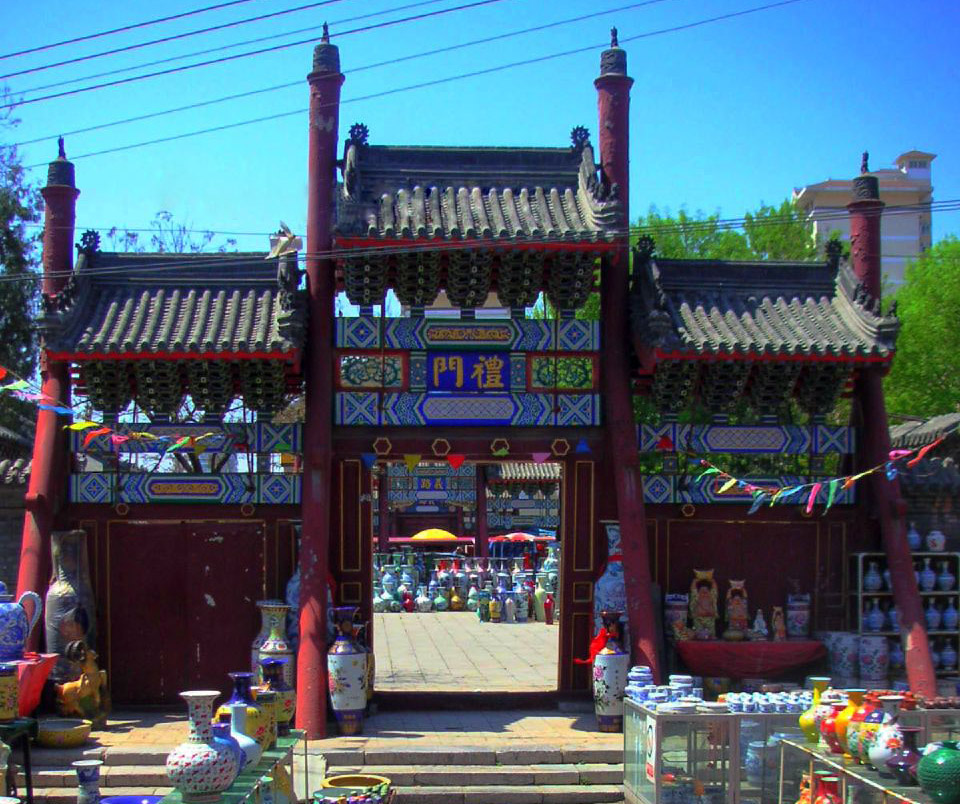
Temple confucianiste à Tianjin.

Le Xiangsheng (相声) est une forme de spectacle vivant. Le xiangsheng de Tianjin est très populaire en Chine.

### Langue
Les citadins de Tianjin parlent le dialecte de Tianjin, une variante directe du mandarin. Malgré la proximité de Pékin, le dialecte de Tianjin a des sonorités assez différentes du dialecte de Pékin, qui constitue le Putonghua, la langue parlée officiellement en république populaire de Chine.
L'anglais est la langue de l'élite, et d'une partie de la jeunesse surtout aisée, et universitaire, c'est une seconde langue connue et parlée par environ 5 % de la population. Le russe arrive loin derrière.

### Arts
Tianjin est un port d'attache respecté de l'opéra de Pékin, une des formes les plus prestigieuses de l'opéra chinois.
Tianjin est également connue pour ses comédies et ses comédiens, dont Guo Degang et Mǎ Sānlì. Mǎ Sānlì (马三立) (1914 - 2003), originaire de l'ethnie Hui a longtemps résidé à Tianjin. Il est connu et respecté dans toute la Chine pour ses Xiàngshēng (相声), un divertissement chinois très populaire comparable à des sketches. Mǎ Sānlì a interprété certains de ses xiangsheng dans le dialecte de Tianjin.
Yangliuqing (杨柳青, « Les Saules verts »), une ville à environ 15 km à l'ouest de la zone urbaine et situé dans le district de Xiqing, est réputée pour ses aquarelles (杨柳青年画, yángliǔ qīng niánhuà) très colorées, dans un style traditionnel, traitant du thème du Nouvel An chinois.
Tianjin est aussi connu pour ses figurines d'argile de Zhang (泥人张, nírén zhāng) qui sont des figurines colorées dépeignant une variété de personnages expressifs ; et pour ses cerfs-volants de Wei (风筝魏, fēngzhēng wèi), qui peuvent être pliés et sont donc plus portables.

### Stéréotypes
Les gens de Tianjin sont souvent décrits comme bavards, éloquents, plein d'humour, ouverts et libres. Il existe un terme pour le stéréotype du natif de Tianjin toujours éloquent et parfois humoristique : wèizuǐzi (卫嘴子), qui pourrait être traduit par la Bouche de Tianjin. La ville est réputée pour son art du parlé, le xiangsheng, parfois traduit par diaphonie. Il s'agit d'une performance en duo de la comédie traditionnelle chinoise sous la forme d'un dialogue, riche en jeux de mots et allusions, effectué sur un style rapide et plaisantin. Le xiangsheng est un des spectacles vivants les plus appréciés en Chine. Le canadien Dashan (Mark Rowswell) dit que l'équivalent en langue anglaise serait le sketch Who's on First? de Abbott et Costello.

### Points d'intérêts touristiques

#### Caractéristiques de la ville
Aujourd'hui, Tianjin offre l'aspect d'une ville étouffant sous la pollution, bruyante et chaotique[réf. souhaitée]. Les énormes travaux engagés le long du Hai He comme la restauration des anciennes concessions et l'amélioration des voies d'accès à la ville devraient se poursuivre pendant quelques années. La ville renouera-t-elle avec l'âge d'or qu'elle avait connu dans les années 1930 ? Aujourd'hui, l'ensemble de l'ancien quartier chinois a été détruit, remplacé par des complexes commerciaux, résidentiels et d'affaires.
Malgré la proximité de la capitale, Tianjin est une ville bon marché, même si ces dernières années le prix de l'immobilier a fortement augmenté.

#### Les concessions européennes
Les concessions européennes rassemblent un patrimoine d'environ mille maisons et bâtisses de facture occidentale, construites entre 1860 et 1940. Aujourd'hui la prise en compte par la municipalité de cette richesse et sa volonté de remettre de l'ordre n'est guère chose aisée. Certaines destructions sont irrémédiables et des bâtiments sont en très mauvais état.
Située sur la rive gauche du Hai He, l'ancienne concession italienne (quarante maisons) est actuellement[Quand ?] en voie de restauration sous la conduite d'une société italienne connue pour ses travaux dans le centre historique de Naples. Ce quartier rappelle Imperia ou Alassio. « Flânant dans les rues Bo Ai Dao et Jian Guo Dao (ex-via Marchese et Corso Vittorio Emanuele II), d'un seul coup, je reprenais pied dans mon pays » racontait dans les années 1920, un aventurier italien.
Dessinée autour de larges rues et d'un quartier verdoyant, la concession anglo-américaine est bien conservée, exception faite de certains bâtiments demandant une restauration légère. Entourée par de petits jardins, l'architecture est d'inspiration victorienne. Parfois, d'audacieuses bâtisses surprennent comme l'institut des langues étrangères. Dans ce quartier, les bâtisses américaines sont plus amples, les jardins plus étendus.

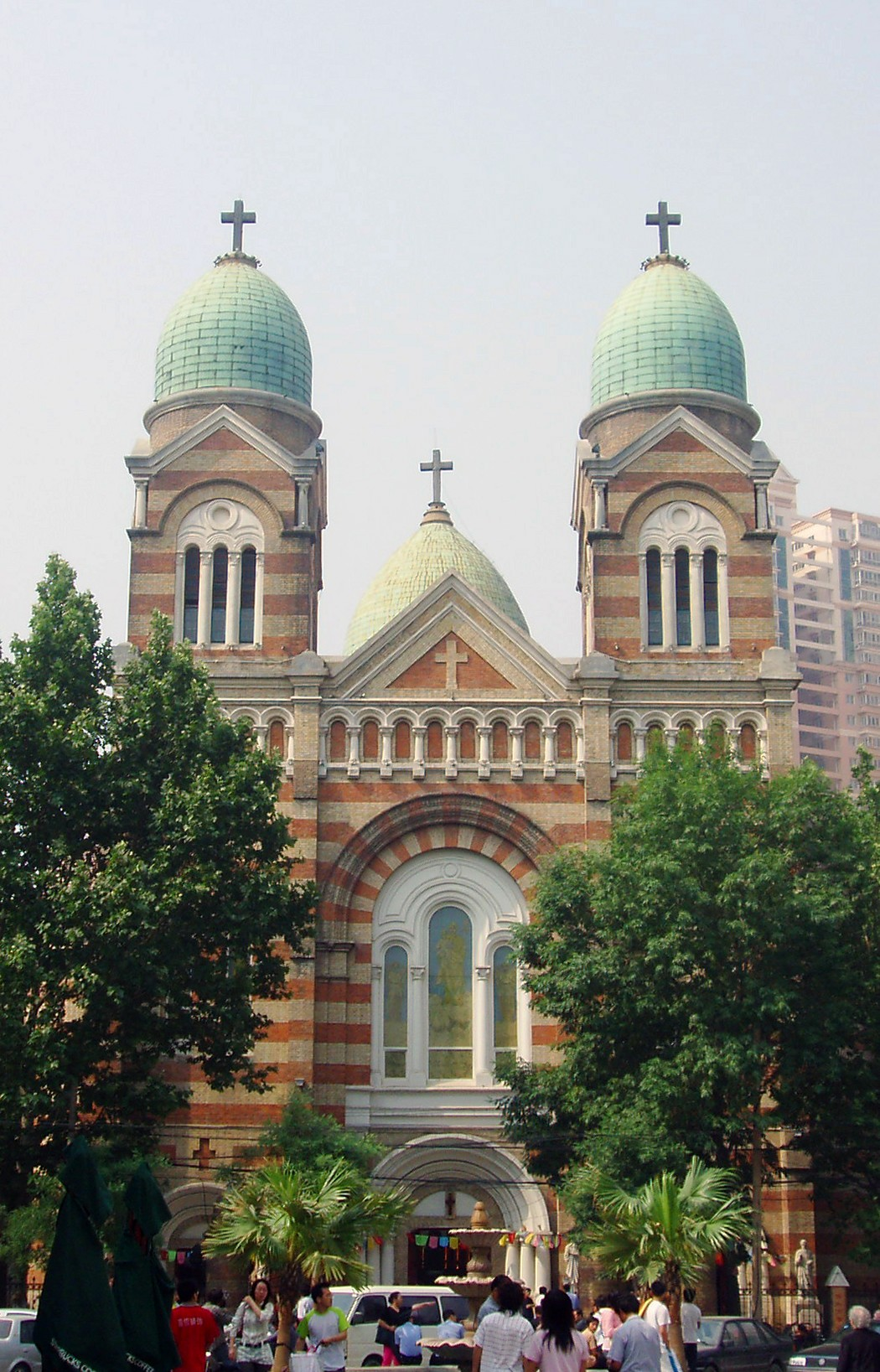
Vue de la cathédrale Saint-Joseph.

La concession française a une structure plus complexe. Véritable jeu de piste, elle abrite des ouvrages disparates mêlant des genres différents et diverses époques. S'y côtoient maisons de maître et modernisme volontariste, comme en témoigne le pont métallique enjambant le Hai He ou l'ancienne cathédrale Notre-Dame des Victoires, juste réplique d'une église en pays d'Artois. La concession française a connu un parcours très accidenté à l'issue toujours incertaine. Construites dans le quartier commerçant du Heping (和平) Lu, les bâtisses sont encerclées par des immeubles modernes et une activité commerciale mal maîtrisée. La nouvelle cathédrale catholique cathédrale Saint-Joseph dans le quartier de Nanjing Lu est enclavée par deux gratte-ciels curieusement inachevés. Au cœur du quartier, des maisons disposées en cercle entourent « le jardin français ». Onze maisons devraient être restaurées. Cependant ce projet se heurte à la pression immobilière de ce quartier à l'activité économique très dynamique. Afin d'y remédier, une société franco-chinoise, China Messengers, a engagé un remodelage de l'offre et des itinéraires commerciaux du district de Heping.
La concession russe, elle, a vécu. Si quelques bâtisses demeurent çà et là, l'ensemble du quartier est noyée sous les gratte-ciel et les autoroutes urbaines. Dans son prolongement, la concession belge n'est plus qu'un pâle souvenir. Enfin, la concession japonaise a été durablement sinisée.

#### Principales curiosités
Tianjin n'a rien d'une ville touristique, cependant, quelques recoins méritent le détour.
Binjiang Dao est une rue piétonne commerçante. On y trouve principalement des vêtements, des chaussures et des montres à des prix défiant toute concurrence. Le marchandage y est de rigueur.
La rue de l'ancienne culture, Guwenhua Jie est un quartier construit sur les bases de l'architecture chinoise traditionnelle. Là aussi, il s'agit d'un quartier commerçant, parfois appelé « quartier des artistes ». En effet, c'est ici que l'on trouve des dessinateurs de portraits et même des sculpteurs. On trouve également des calligraphies, des pinceaux, des sceaux, des cerfs-volants, de l'artisanat traditionnel… Il est aussi possible d'y marchander.
Jiuba Jie, ou la rue des bars, est la zone où se concentrent de nombreux bars et boîtes de nuit souvent très différents les uns des autres. Le bar Ali Baba Jiuba est lui situé à proximité de l'université de Nankai (Nankai Daxue) et est majoritairement fréquenté par des Occidentaux et des étudiants. Par ailleurs on trouve de très nombreux karaokés un peu partout, les KTV, qui sont en général appréciés des Chinois.
La nourriture y est très bon marché et est relativement variée. Dans le quartier coréen, on trouve des tables installées sur le trottoir qui servent des brochettes. Les restaurants goubuli (enseigne qui gère des restaurants et des fast-food) servent les baozi qui ont fait leur réputation. Enfin, pour les nostalgiques de l'Occident, des pizzerias et quantité de McDonald's (ou plus souvent des KFC) parsèment les rues de la ville.
Nanjing Lu est une grande avenue commerciale. On peut y trouver de nombreux magasins occidentaux : Zara, Sephora, Pizza Hut…
Chengdu Dao est une rue connue de Tianjin. La Tour olympique abrite un complexe hôtelier 5 étoiles ainsi qu'un night-club renommé, le Sitong Bar.

#### Monuments
Même si Tianjin ne possède pas de monument touristique important, le visiteur pourra toutefois visiter le musée de Luzutang (Musée de la Rébellion des Boxers), le Musée de Tianjin (天津博物馆), le Mémorial de Zhou Enlai et Deng Yingchao (周恩来邓颖超纪念馆) ou Shijia Dayuan (杨柳青：石家大院, résidence de la famille Shi).
La cité regorge également d'édifices religieux hérités de l'histoire de Chine et des anciennes concessions étrangères. Les temples de Wen Miao (文庙, temple confucianiste), Yuhuangge (玉皇阁, temple taoïste), de la Grande Compassion (大悲禅院, temple bouddhiste zen) et Tianhou (天后宫, Temple de la divinité Mazu à Tianjin, le plus grand dans la région nord de la Chine) raviront les personnes à la recherche de spiritualité chinoise. Tianjin compte également des vestiges des concessions étrangères avec l'ancienne cathédrale Notre-Dame des Victoires (望海楼教堂, Wanghailou), la nouvelle cathédrale Saint-Joseph (西开天主教堂, Laoxikai) et la synagogue de Tianjin (天津犹太教堂).
Malgré sa réputation de ville polluée, Tianjin possède plusieurs parcs importants : le parc aquatique de Tianjin (天津水上公园), le parc zoologique de Tianjin (天津动物园), le parc de la rivière Hai He (海河公园).
La ville possède plusieurs curiosités architecturales modernes : la tour de radio-télédiffusion de Tianjin (天津电视塔), la Tianjin Eye (天津之眼, la seule et plus grande Grande Roue construite sur un pont, la sixième en hauteur), le centre olympique de Tianjin, également connu sous le nom de Goutte d'eau (天津奥体中心, 水滴), le quartier italien (意式风情区) ou encore l'horloge du siècle de Tianjin (天津世纪钟 Tianjin Shijizhong).

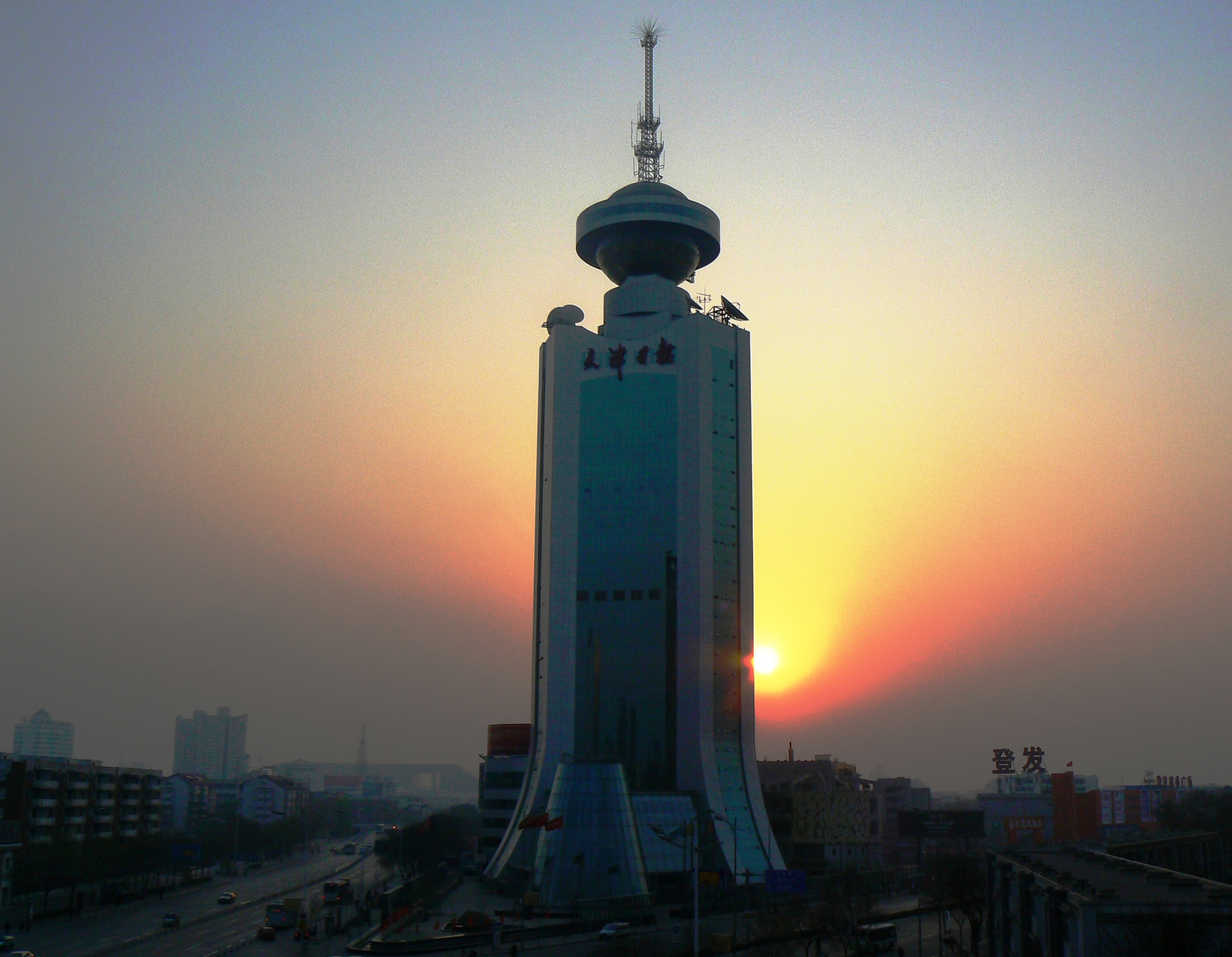
Tianjin Daily Building.

Comme toutes les grandes villes chinoises Tianjin abrite un grand nombre de gratte-ciel (plus de 340) dont le Goldin Finance 117 qui sera achevée en 2016 et qui avec ses 597 mètres et 117 étages sera l'un des plus hauts gratte-ciel du monde.
À l'extérieur de la ville proprement dite, il est également possible de trouver d'autres curiosités.
Le porte-avions soviétique Kiev (前苏联航空母舰主题公园) est ancré depuis 2004 dans un parc à thème qu'il est possible de visiter.
Les amateurs de sport et de football particulièrement pourront visiter le TEDA Football Stadium (泰达足球场), stade de l'équipe Tianjin TEDA, situé dans la zone économique de TEDA.
La municipalité de Tianjin compte également des vestiges de l'histoire plus ancienne de la Chine avec les forts de Taku (大沽口炮台, plateforme d'artillerie datant de la dynastie Qing) et Huangyaguan (黄崖关长城, un fort réputé de la Grande Muraille).
Enfin, les amateurs de nature pourront gravir le Mont Panshan (盘山) et visiter la Ville écologique sino-singapourienne de Tianjin (中新天津生态城) en construction.

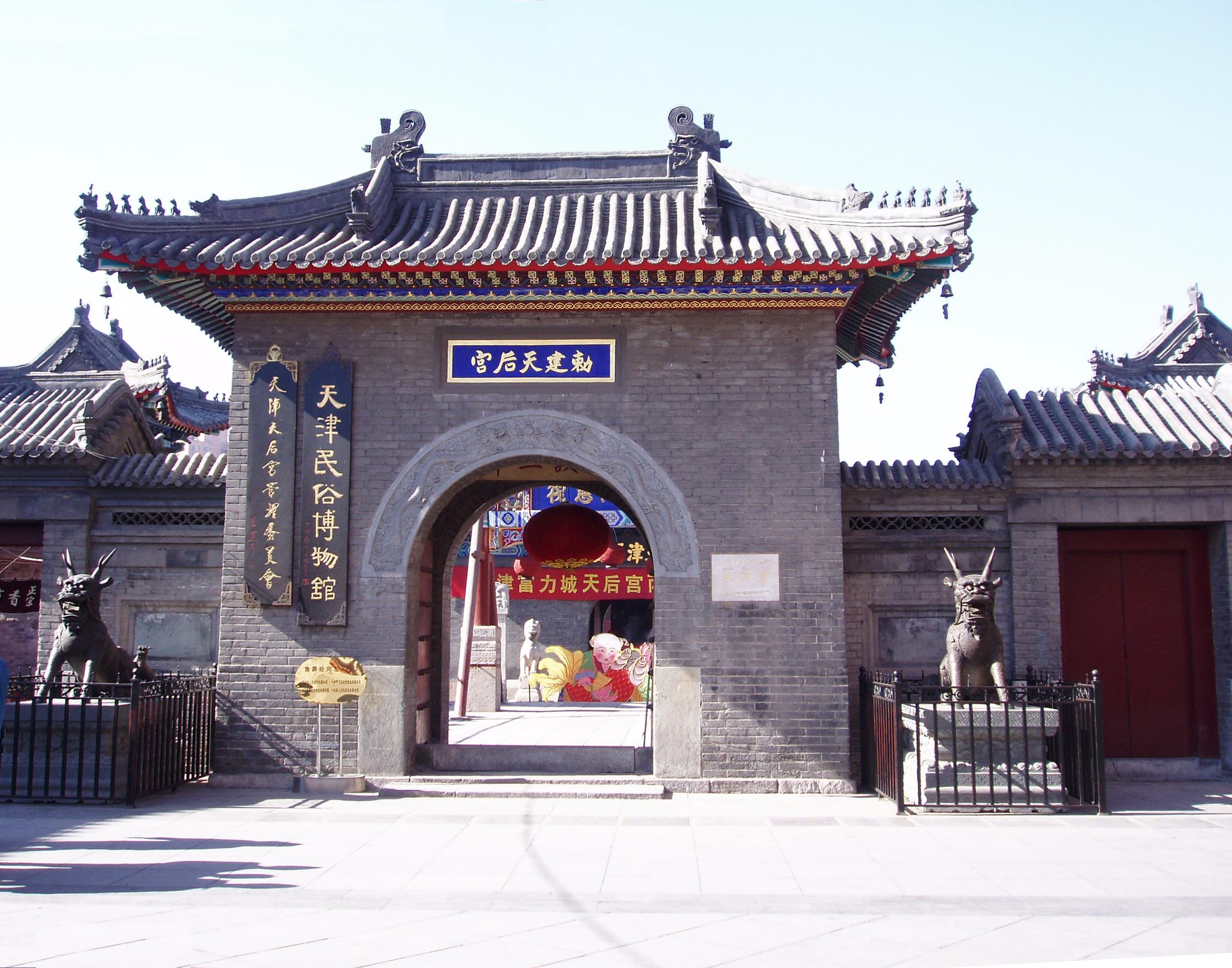
Temple de Mazu à Tianjin.
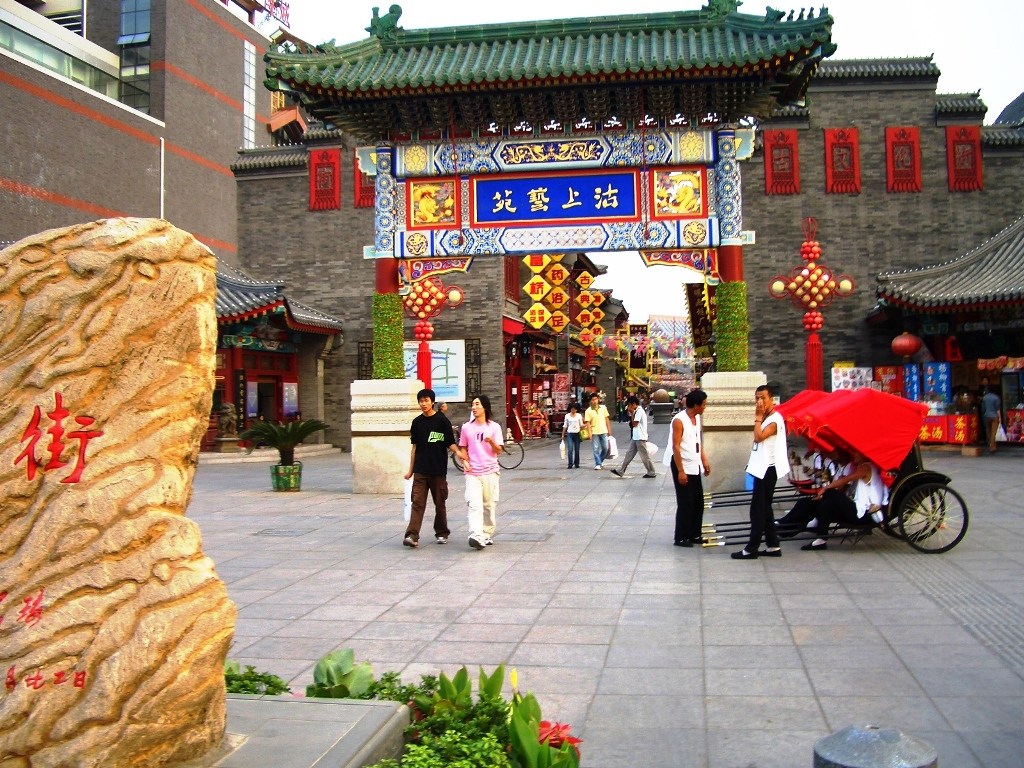
Entrée de la rue de l'ancienne culture.
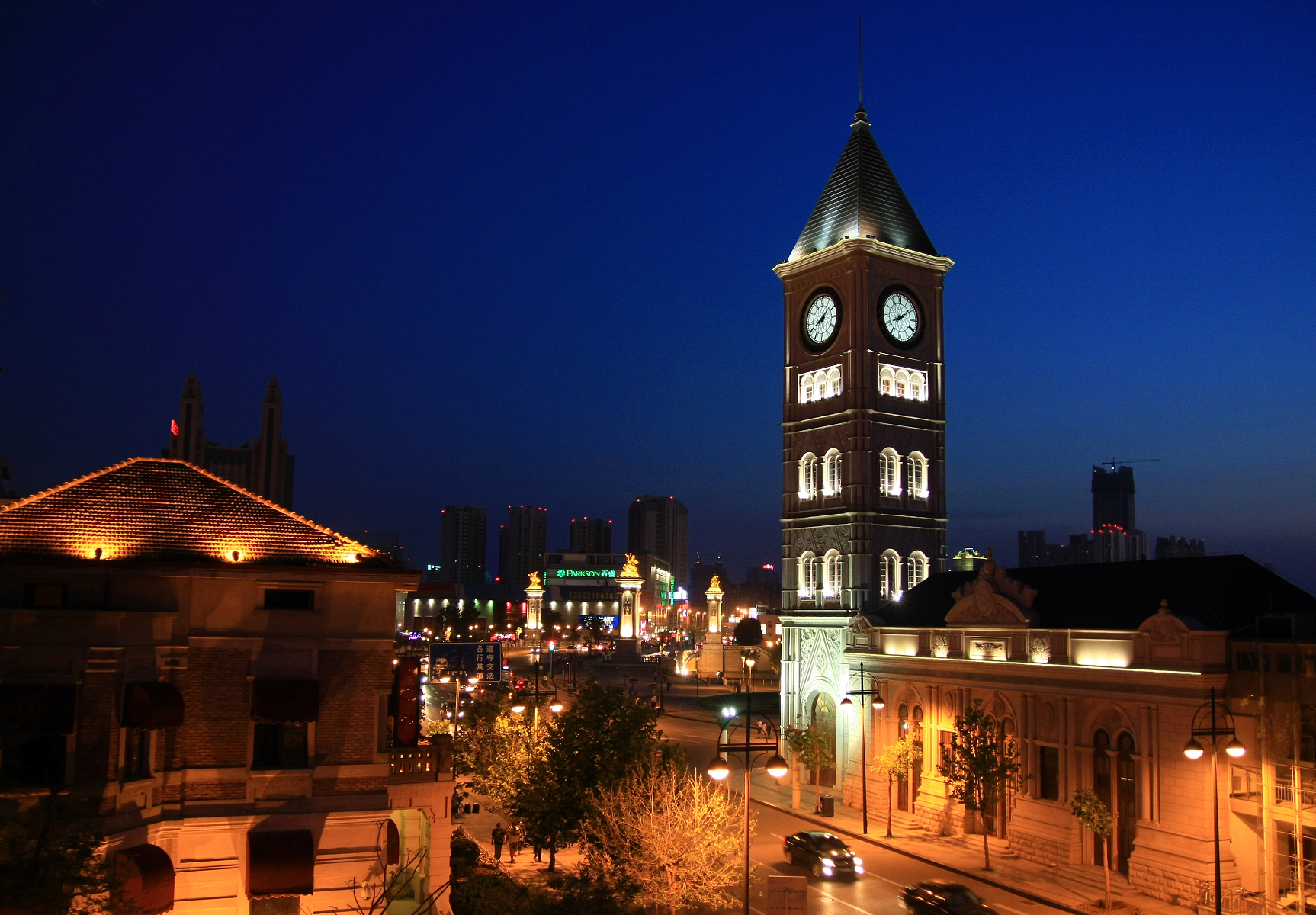
Ancienne concession italienne.
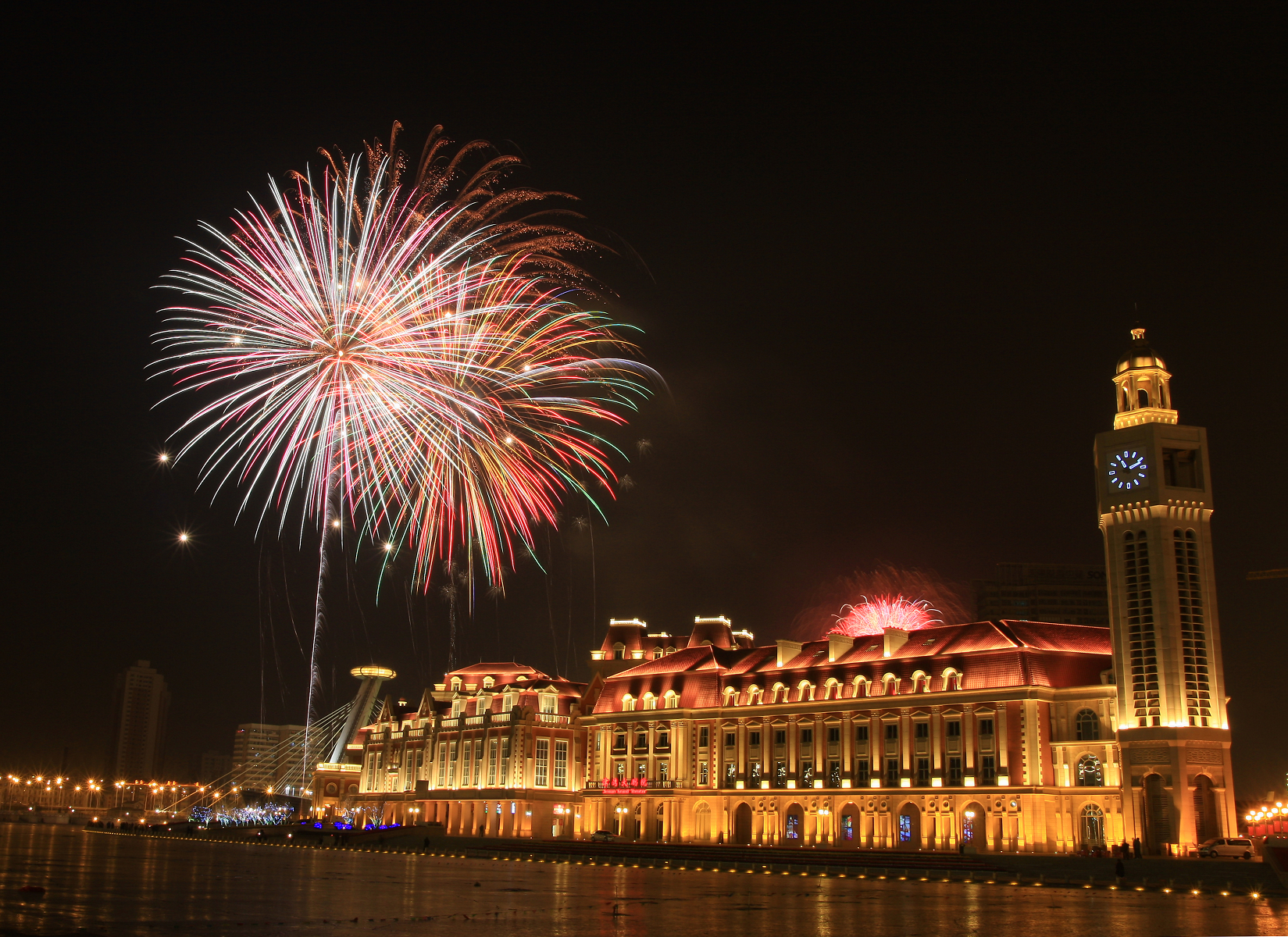
Parc Jin Wan.
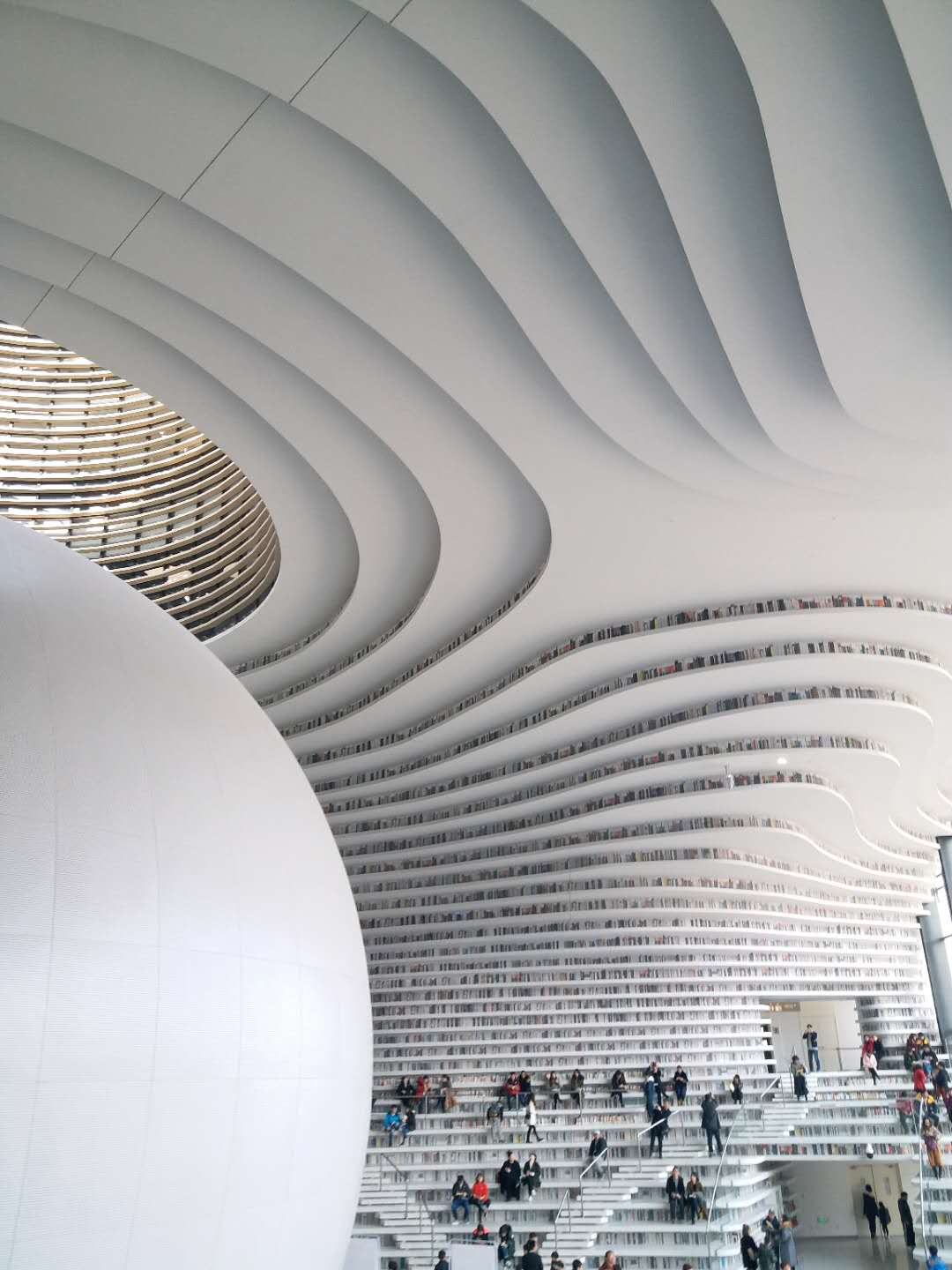
Bibliothèque.

### Spécialités culinaires
La cuisine à Tianjin est plutôt focalisée sur les fruits de mer, à cause de la proximité de Tianjin avec la mer. Les menus importants contiennent Huit Grands Bols (八大碗), qui est une combinaison de huit plats de viande. Ce plat peut être classé en plusieurs variétés, incluant le rugueux (粗), le lisse (细 / 細) et le sommet (高). Les Quatre grands ragoûts (四大扒) font référence en réalité à un très grand choix de ragoûts de poulet, canard, fruits de mer, bœuf et mouton.
Tianjin est également réputé pour ses petites nourritures (小吃) :
- le Jianbing guozi (煎饼果子), une crêpe comportant différents ingrédients, que l'on retrouve dans un peu toute la Chine, confectionnées dans de petites échoppes mobiles ou en dur.

Quelques produits culinaires vendus par des enseignes de Tianjin :
- Goubuli (狗不理包子) est une marque traditionnelle de baozi (包子) (brioches farcies cuites à la vapeur) qui est connue dans toute la Chine ;
- Guifaxiang (桂发祥麻花) est une marque traditionnelle de mahua (麻花) (bâtons de pâte torsadés au sésame) ;
- Erduoyan (耳朵眼炸糕) est une marque traditionnelle de gâteaux de riz frits.

### Sport

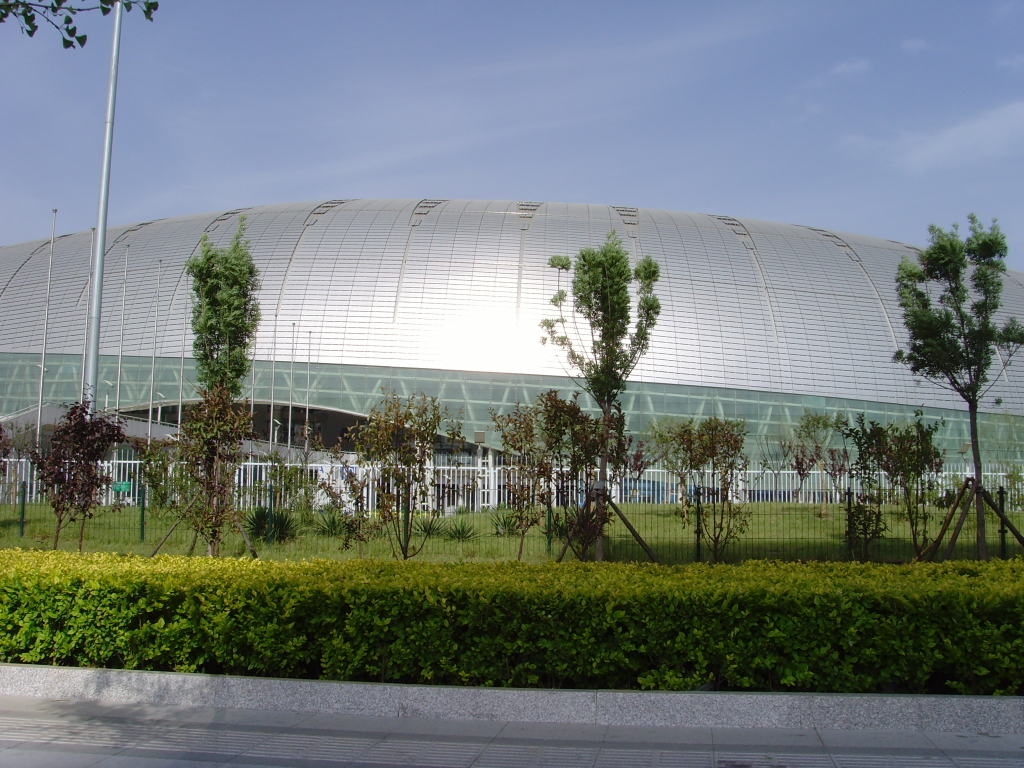
Centre olympique de Tianjin, District de Nankai.

Dans l'optique des Jeux olympiques d'été de 2008 à Pékin, la ville de Tianjin a construit un nouveau stade d'une capacité de 60 000 places à partir de 2003, le centre olympique de Tianjin. Il a accueilli plusieurs matchs des tournois masculin et féminin de football des Jeux olympiques de Pékin en 2008. Avant cela, cinq rencontres de la Coupe du monde de football féminin 2007 s'y sont déroulés (dont deux quarts de finale et une demi-finale).

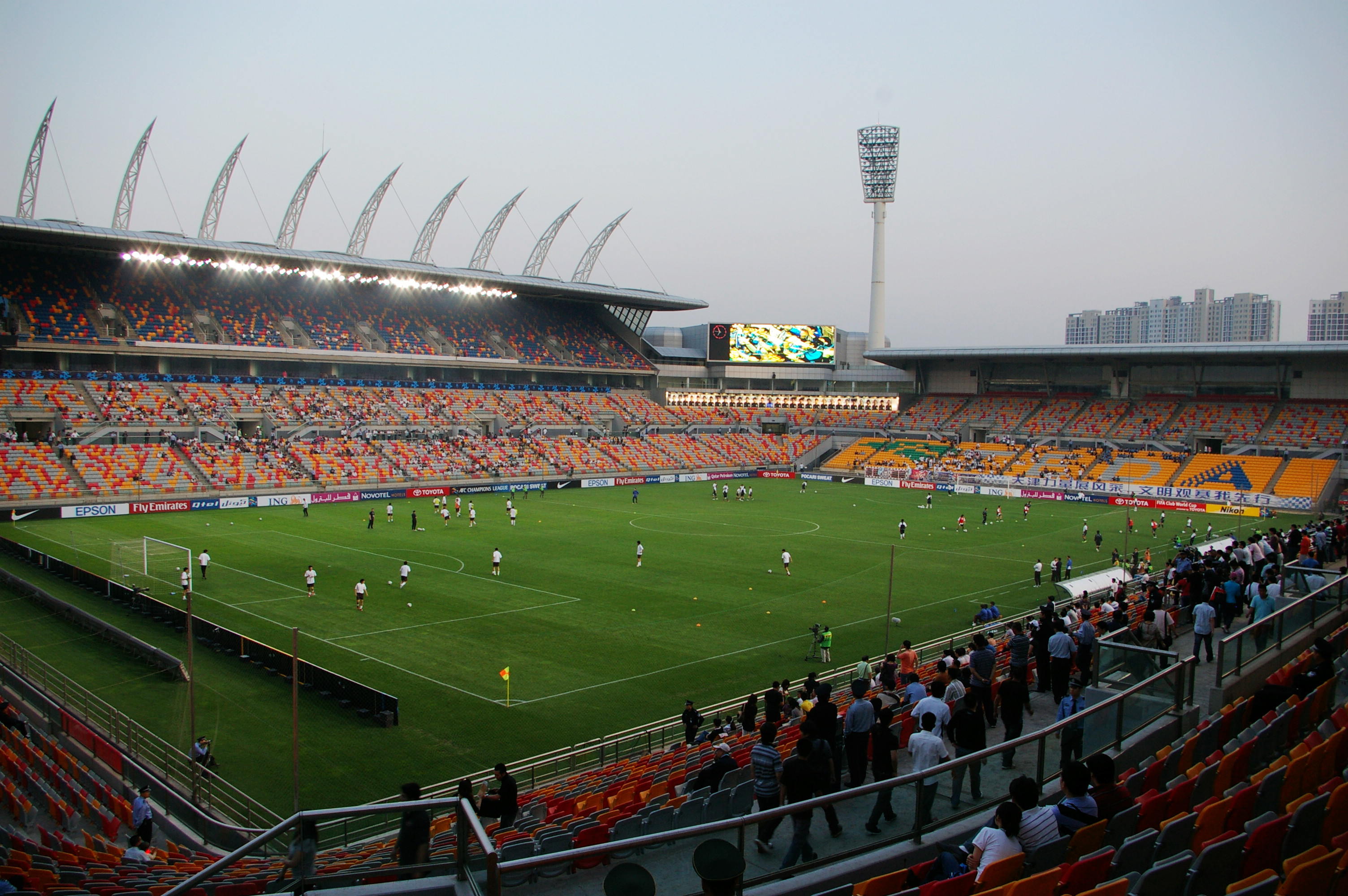
TEDA Football Stadium.

Tianjin possède plusieurs équipes sportives professionnelles, notamment :
- Championnat de Chine de football : Tianjin TEDA (天津泰达俱乐部)
- Championnat de Chine de baseball : Tianjin Lions

## Transports

### Transport aérien
L'aéroport international de Tianjin-Binhai (sinogramme simplifié : 天津滨海国际机场 ; pinyin : Tiānjīn Guójì Jīchǎng) est un aéroport situé dans le district de Dongli à l'est de Tianjin. Il s'agit d'un des plus importants centres de fret aérien du pays.
Il sert de plate-forme de correspondance pour la récente compagnie Tianjin Airlines et pour la compagnie privée Okay Airlines. Air China y est également très présente.
Les vols internationaux sont principalement opérés par Korean Air et Asiana vers l'aéroport international d'Incheon à Séoul, All Nippon Airways et Japan Airlines assurent les voyages vers l'aéroport international du Chūbu à Nagoya.

#### Nouveau terminal et seconde piste
La construction d'un nouveau terminal démarre en août 2005 et se termine à la fin de l'année 2007, pour une mise en fonction en 2008. L'agrandissement de l'aéroport le dote d'un terminal ultramoderne, qui est trois fois plus grand que le premier terminal de 116 000 m2. Une fois les trois phases de construction achevées, le terminal de l'aéroport aura une superficie de 500 000 m2 et pourra absorber 40 millions de passagers par an. Au cours de la période du projet, l'aéroport va passer d'une superficie totale de 25 km2 à 80 km2. À terme, l'aéroport devrait ressembler à l'aéroport d'Amsterdam-Schiphol en termes de taille et sera capable de faire transiter 500 000 tonnes de fret et 200 000 vols par an.
L'expansion, avec un investissement total d'environ 3 milliards de yuans (330 millions d'euros), a commencé en août 2005. La piste est également élargie de 50 à 70 m et allongée de 400 m pour atteindre 3 600 m. En mai 2009, l'aéroport se complète avec une deuxième piste et le nombre de passagers attendus devrait atteindre 10 millions.

#### Vols de passagers
| Compagnie aérienne      | Destinations                                                                                                |
| ----------------------- | --- |
| Aero Mongolia           | Ulan Bator                                                                                                  |
| AirAsia X               | Kuala Lumpur                                                                                                |
| Air China               | Chongqing, Guangzhou, Hong Kong, Seoul-Incheon, Shanghai-Hongqiao, Shenzhen, Taipei-Taoyuan                 |
| Asiana Airlines         | Seoul-Incheon                                                                                               |
| China Eastern Airlines  | Hangzhou, Shanghai-Hongqiao                                                                                 |
| China Southern Airlines | Dalian, Guangzhou, Hohhot, Zhengzhou                                                                        |
| China West Air          | Chongqing                                                                                                   |
| Deer Jet                | Sanya |
| EVA Air                 | Taipei-Taoyuan                                                                                              |
| Hainan Airlines         | Guangzhou, Seoul-Incheon, Shanghai-Hongqiao, Shenzhen                                                       |
| Hong Kong Airlines      | Hong Kong                                                                                                   |
| Japan Airlines          | Nagoya-Centrair                                                                                             |
| Juneyao Airlines        | Shanghai-Hongqiao                                                                                           |
| Korean Air              | Seoul-Incheon                                                                                               |
| Lucky Air               | Chengdu |
| Okay Airways            | Changsha, Chengdu, Dalian, Guilin, Haikou, Hangzhou, Harbin, Hefei, Nanjing, Sanya, Taiyuan, Yantai, Zhuhai |
| Shandong Airlines       | Hohhot, Qingdao                                                                                             |
| Scoot                   | Singapour                                                                                                   |
| Shanghai Airlines       | Sanya, Shanghai-Hongqiao, Shenzhen, Taipei-Taoyuan                                                          |
| Shenzhen Airlines       | Harbin, Nanjing, Shenzhen, Zhengzhou                                                                        |
| Sichuan Airlines        | Chengdu, Chongqing, Shenyang                                                                                |
| Tianjin Airlines        | Dalian, Hohhot, Nanjing, Qingdao, Taiyuan, Xi'an, Yantai                                                    |
| Vladivostok Air         | Yekaterinburg                                                                                               |
| Xiamen Airlines         | Changsha, Hangzhou, Singapore, Wuhan, Xi'an, Xiamen                                                         |

### Fret
| Compagnie aérienne       | Destinations                                                |
| ------------------------ | ----------------------------------------------------------- |
| Airstars                 | Abakan                                                      |
| Atlant-Soyuz Airlines    | Bratsk                                                      |
| Etihad Crystal Cargo     | Abu Dhabi                                                   |
| Grizodubova Air Company  | Abakan                                                      |
| Jade Cargo               |                                                             |
| Singapore Airlines Cargo | Anchorage, Los Angeles, Nanjing, Shanghai-Pudong, Singapore |
| TransAVIAExport Airlines | Novossibirsk                                                |
| Volga-Dnepr              | Abakan                                                      |

### Statistiques
En 2008, 166 558 tonnes de fret ont transité par l'aéroport, devenant le 11e aéroport de fret en Chine. L'aéroport est également l'aéroport dont la croissance est la plus rapide en Chine, enregistrant une croissance de 20,2 % du trafic de passagers et 33,2 % d'augmentation du trafic de fret en 2008.
| Mouvements       | 2008      | 2007      | 2006      | 2005      | 2004      | 2003      | 2002      | 2001    | 2000    |
| ---------------- | --------- | --------- | --------- | --------- | --------- | --------- | --------- | ------- | ------- |
| Passagers        | 4 637 299 | 3 860 752 | 2 766 504 | 2 193 914 | 1 705 271 | 1 103 491 | 1 092 121 | 941 178 | 884 448 |
| Fret (en tonnes) | 166 558   | 125 087   | 96 756    | 80 192    | 70 995    | 48 681    | 41 722    | 36 503  | 44 387  |

### Éducations
L'Université de l'aviation civile de Chine est située aux abords de l'aéroport.

### Transport ferroviaire

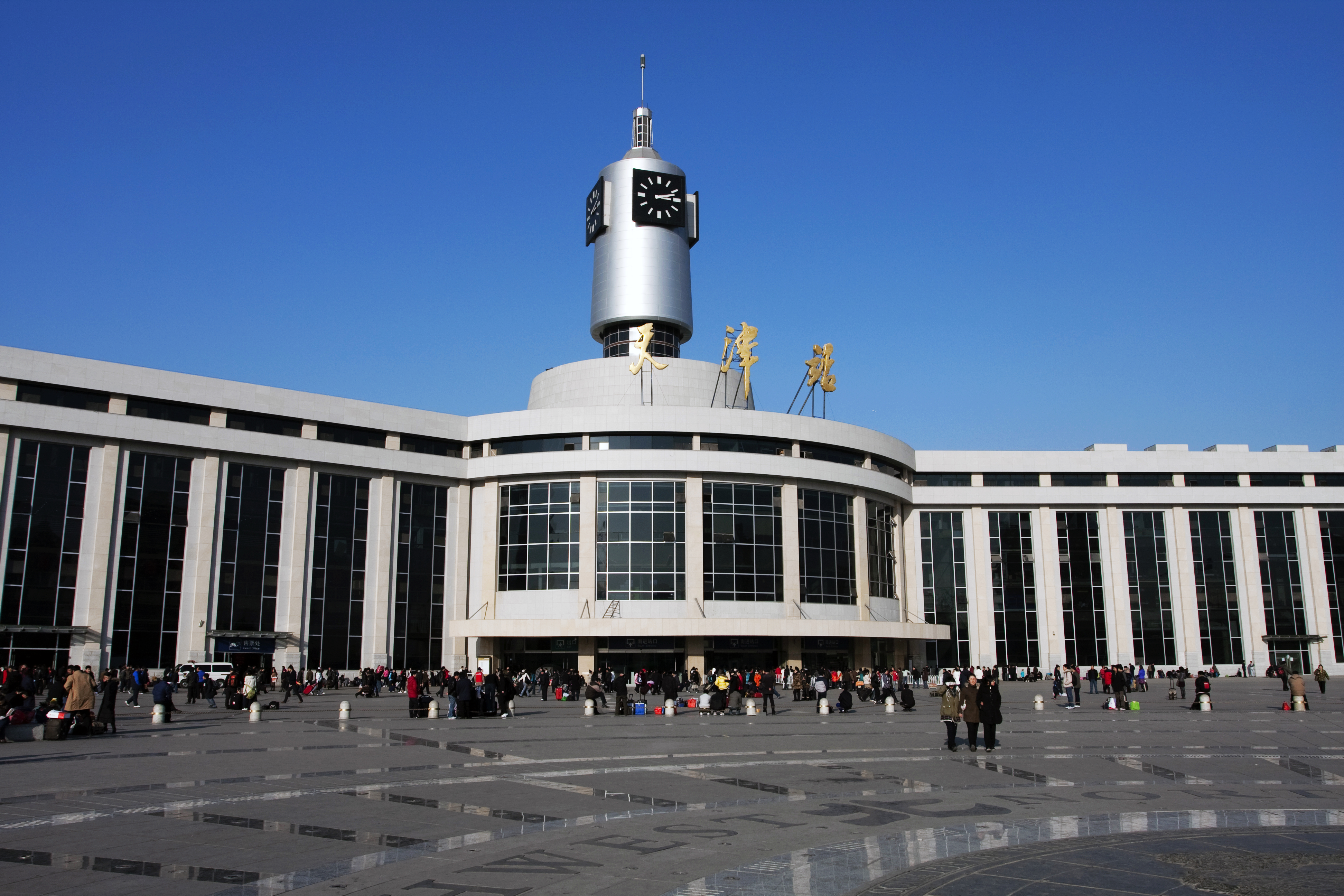
Gare de l'est de Tianjin.

Tianjin possède plusieurs gares ferroviaires, la gare de Tianjin étant la plus importante. Elle est construite en 1888 et est initialement située à Wangdaozhuang (旺道庄). La gare est ensuite déménagée à Laolongtou (老龙头) sur les bords de la rivière Hai He en 1892. Elle est donc renommée gare de Laolongtou. La gare est reconstruite entre le 15 avril 1987 et le 1er octobre 1988. La gare de Tianjin est également appelée gare de l'est localement à cause de sa situation géographique.
En janvier 2007, un long projet de reconstruction commence dans la gare pour moderniser les infrastructures et en l'intégrant comme principal nœud de transport de Tianjin avec les lignes 2, 3 et 9 du métro, mais aussi comme terminus de la ligne à grande vitesse Pékin - Tianjin.
Les gares de l'ouest et du nord de Tianjin sont également des gares majeures du réseau ferroviaire de Tianjin. Il y a aussi la gare de Tanggu, située dans le secteur portuaire du district de Tanggu, la gare de TEDA, située à TEDA et la gare de Tianjin-Sud sur la LGV Pékin - Shanghai. D'autres gares existent également mais ne transportent pas de passagers.

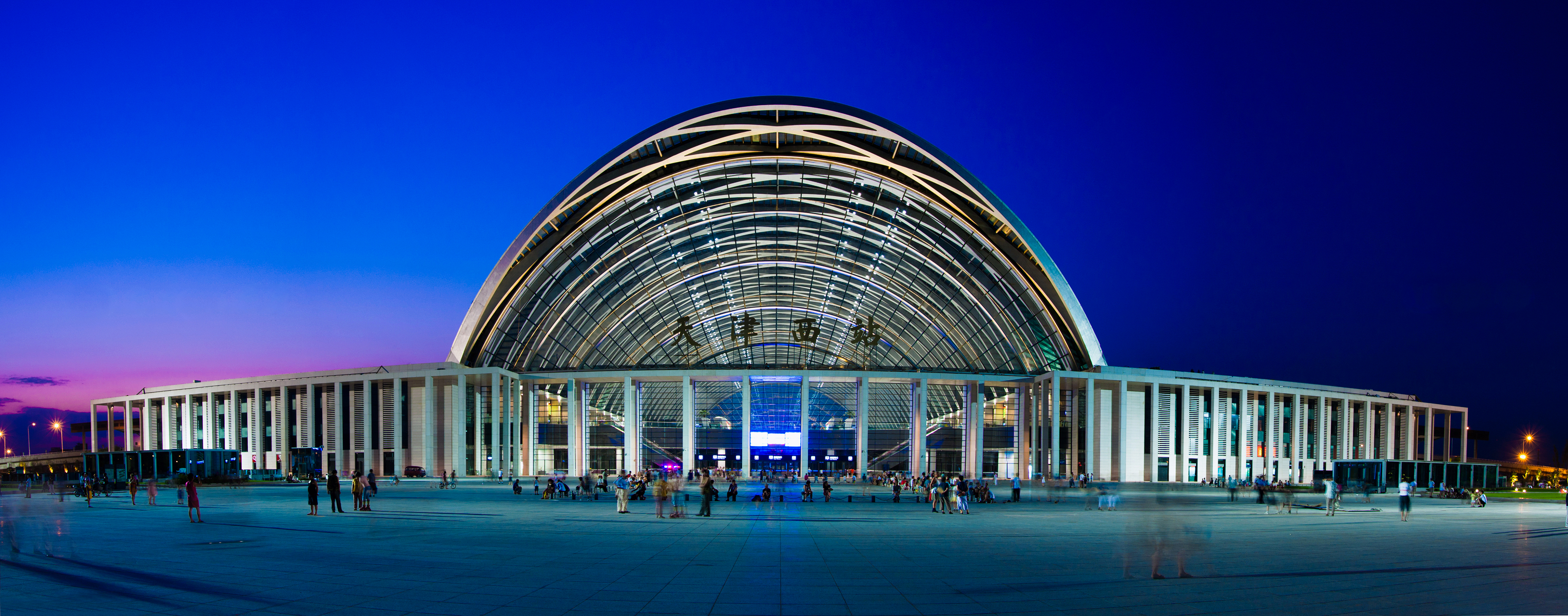
Gare de l'ouest de Tianjin.

La construction de la LGV Pékin - Tianjin a commencé le 4 juillet 2005 et a été terminée en août 2008.
Les lignes ferroviaires suivantes passent par Tianjin :
- Jingshan, de Pékin à Shanhaiguan ;
- Jinpu, de gare de l'est de Tianjin au district de Pukou, à Nankin ;
- Jinji, de la zone urbaine de Tianjin au Xian de Ji, à Tianjin ;
- Jinba, de gare de l'est de Tianjin à Bazhou, Hebei.

#### Grande vitesse ferroviaire
Les trains inter-cités entre Tianjin et Pékin adoptent un nouveau système de numérotation : Cxxxx. Les trains sont numérotés entre C2001 et C2298 :
- C2001～C2198: de la gare de l'est de Tianjin à la gare du sud de Pékin, sans arrêt ;
- C2201～C2268: de la gare de l'est de Tianjin à la gare du sud de Pékin, avec des arrêts aux gares de Wuqing (武清站) ou Yizhuang (亦庄站) ;
- C2271～C2298: de la gare de l'est de Tianjin à la gare de Tanggu de la gare du sud de Pékin.

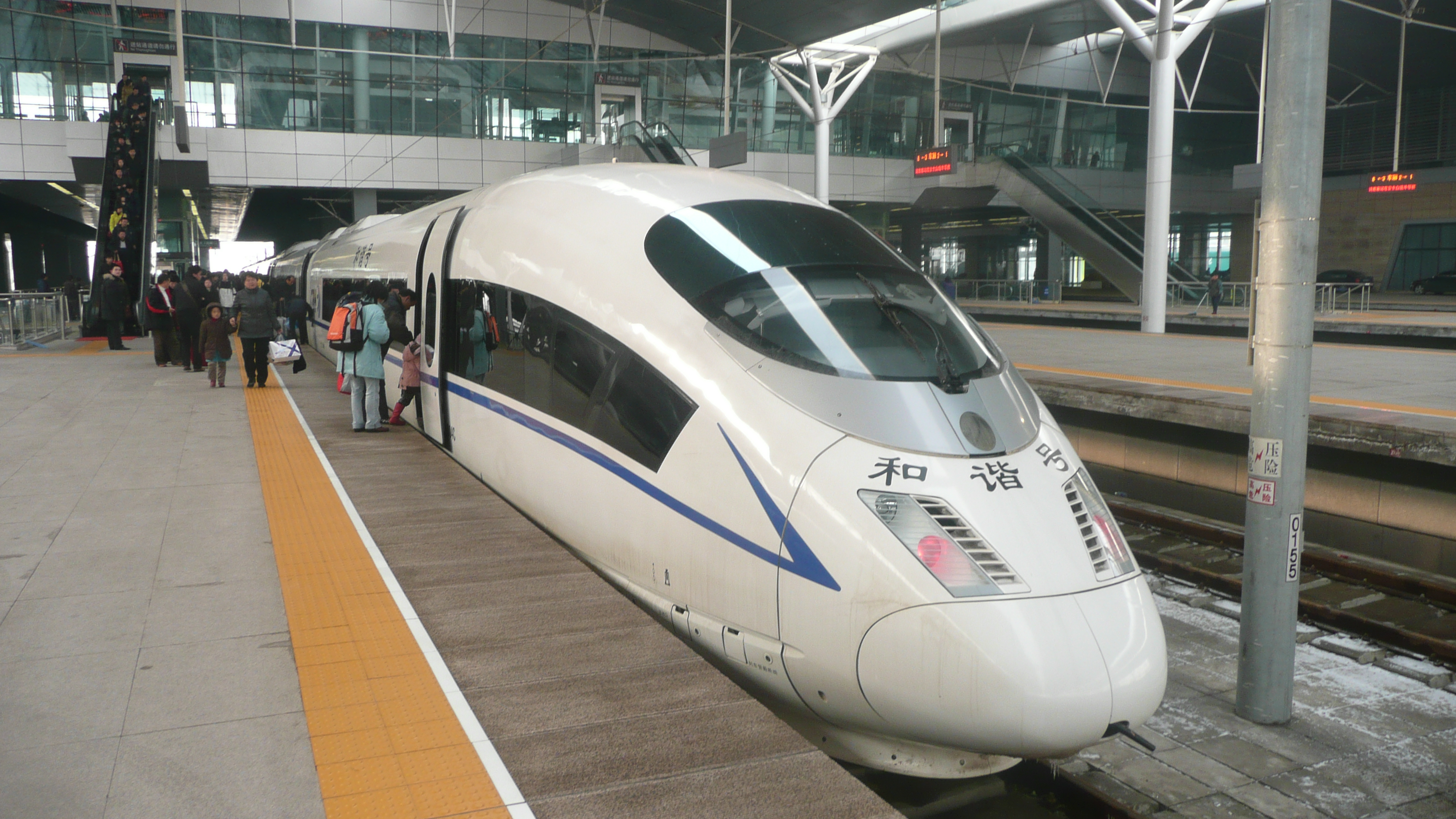
Un train inter-cités est à la gare de l'Est de Tianjin.

Ces nouveaux trains relient Tianjin à Pékin en 26 minutes, remplaçant les précédents trains qui prenaient plus d'une heure. Au 15 août 2008, le prix du billet de train est de 69 yuans pour les sièges en première classe et 58 yuans en seconde classe.
Les trains inter-cités entre l'ouest de Tianjin et Shanghai adoptent un nouveau système de numérotation : Gxx : les trains à la vitesse maximale de 350 km/h. Dxx et Dxxx : les trains à la vitesse maximale de 250 km/h.
Les trains départs par Tianjin sont numérotés entre G211 et G215 :
- G211～G213～G215: de la gare de l'ouest de Tianjin à Shanghai, sans arrêt ;
- G41～G43: de la gare de l'ouest de Tianjin à Hangzhou, avec des arrêts ;
- D65～D67: de la gare de l'ouest de Tianjin à Tsingtao, avec des arrêts ;
- D241: de la gare de l'ouest de Tianjin à Tsingtao, avec des arrêts.

Les trains de « Gxx » relient Tianjin à Shanghai en 9 heures, remplaçant les précédents trains qui prenaient plus de 12 heures. En 2011, le prix du billet de train est de 935 yuans pour les sièges en première classe et de 555 yuans en seconde classe.
Les trains de « Dxx » relient Tianjin à Shanghai en 5 heures, remplaçant les précédents trains qui prenaient plus de 12 heures. En 2011, le prix du billet de train est de 1 175 yuans pour les sièges rembourrés (dans le wagon) et de 1 045 yuans pour les couchettes, et de 410 yuans pour les sièges en seconde classe.
Les trains de la LGV Pékin - Shanghai suivantes passent par la gare du sud de Tianjin.
Gxx (à la vitesse maximale de 350 km/h) :
- G33 : de Pékin à Hangzhou ;
- G34 et G38 : de Hangzhou à Pékin ;
- G104, G124, G110, G128, G132, G136, G138 et G154 : de Shanghai à Pékin ;
- G125, G127, G129, G131, G147 et G163 : de Pékin à Shanghai ;
- G181 et G183: de Pékin à Jinan ;
- G203 et G205: de Pékin à Nanking.

Dxxx (à la vitesse maximale de 250 km/h) :
- D332, D334 et D340 : de Tsingtao à Pékin ;
- D366 : de Fuzhou à Pékin ;
- D356 : de Nanking à Pékin ;
- D402, D404 et D406 : de Jinan à Pékin ;
- D352 : de Xuzhou à Pékin ;
- D331, D335, D337, D339 et D341 : de Pékin à Tsingtao ;
- D401, D403 et D405 : de Pékin à Jinan ;
- D365 : de Pékin à Fuzhou ;
- D315 : de Pékin à Shanghai.

Depuis le 10 juillet 2019, Tianjin est connecté par trains à grande vitesse à Hong Kong-West Kowloon.

### Transport maritime
Le port de Tianjin se classe huitième des ports à conteneurs mondiaux, avec un trafic de 22 187 200 teu en 2023
. Le port chinois se remet de l'épisode du Covid-19 et du contretemps causé. Il bénéficie des politiques de coordination et d'intégration dans le développement de la région.

### Transport en commun

#### Bus
En 2011, on comptait 606 lignes de bus dans la ville centrale.
Dans le même temps, on comptait 200 lignes de plus dans le district de Binhai.

#### Tramway
Le réseau de tramway de Tianjin a été attribué à une compagnie belge en 1904 et ouvert en 1906. Il s'agit alors du premier système de tramway dans une ville chinoise.
Tianjin possède également un système de tramway guidé par un rail à TEDA, le TEDA Modern Guided Rail Tram.

#### Métro

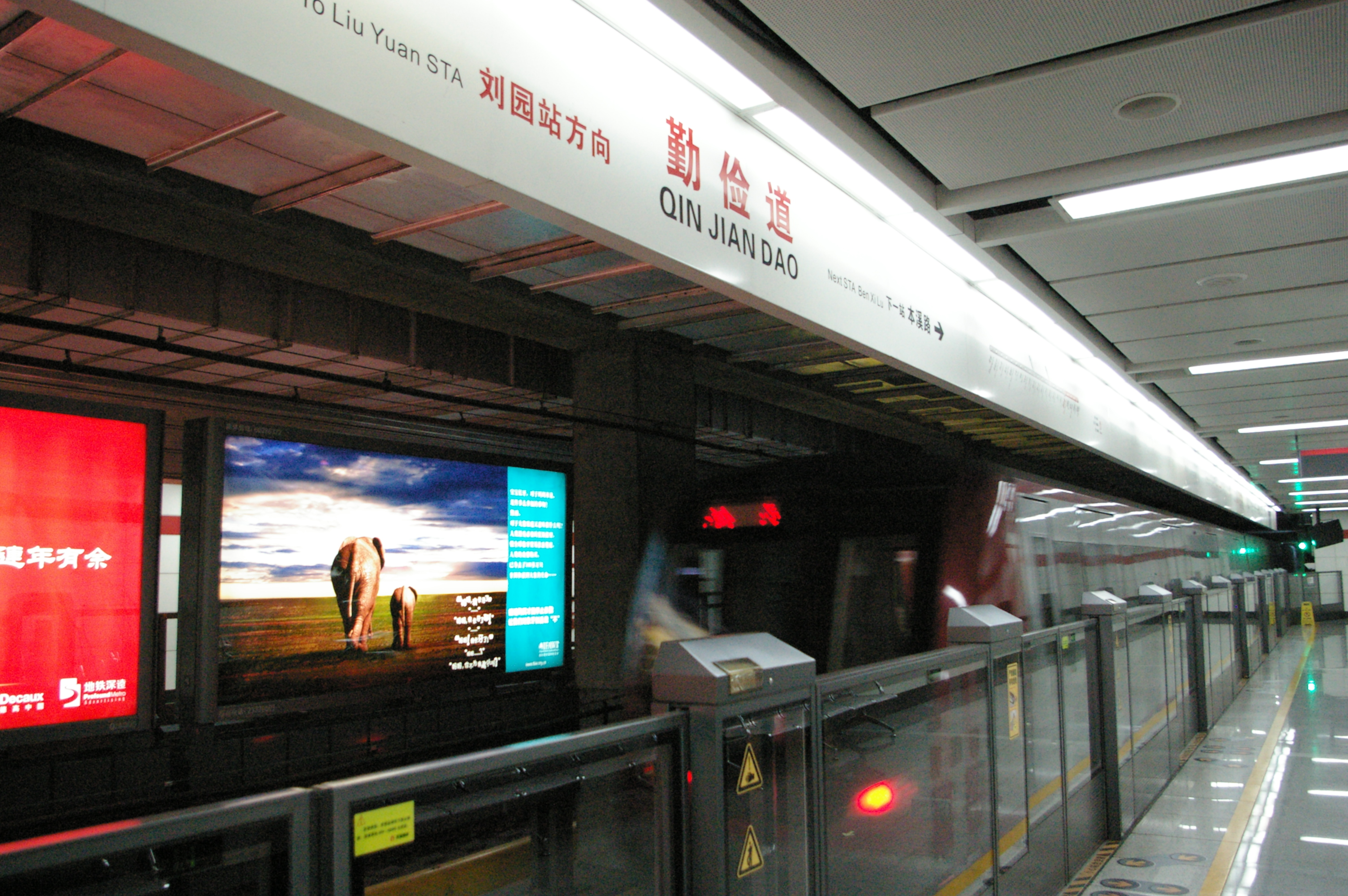
Ligne 1 du métro de Tianjin.

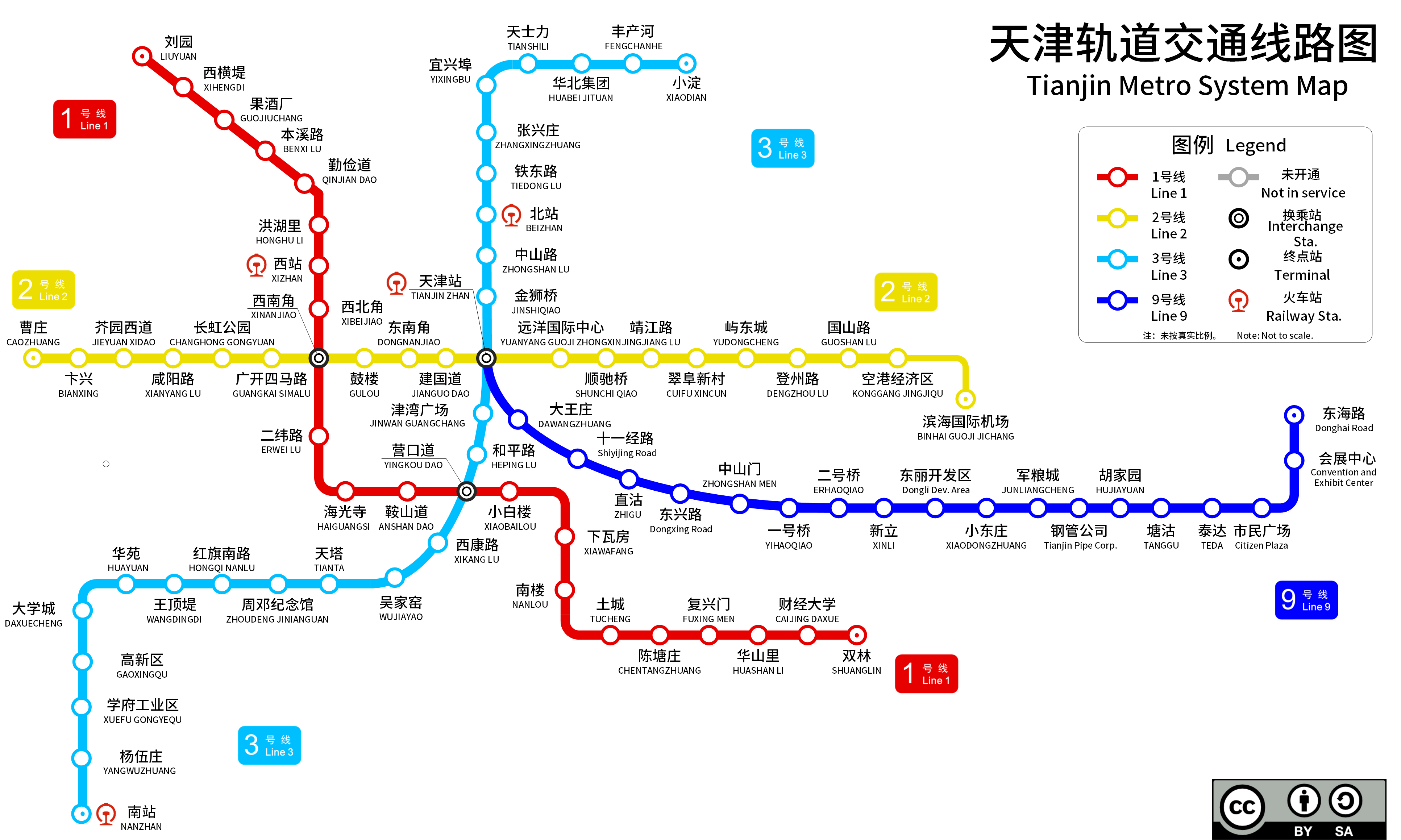
Réseau de métro actuel de Tianjin et plan du métro de Tianjin à long terme.

Les travaux de construction du métro de Tianjin ont commencé le 2 juillet 1970. Il s'agit du second métro construit en Chine et il est mis en service en 1984. La longueur totale du réseau est de 74 km. Le service du métro est interrompu le 9 octobre 2001 pour reconstruction. Ce nouveau métro est maintenant appelé Ligne 1. Il est rouvert au public en juin 2006. La voie est prolongée pour atteindre 42,227 km et dessert 22 stations, contre 8 précédemment. La construction de plusieurs nouvelles lignes est planifiée. Les lignes 2 et 3 sont en cours de construction.
Il existe également une ligne de métro léger dans la ville, la ligne de Binhai Mass Transit. La ligne relie le centre-ville de Tianjin et la zone de développement économique et technologique de Tianjin. La partie orientale de la ligne a été mise en service le 28 mars 2004 et la partie occidentale en 2006.
Au total, 6 lignes et 95 stations de métro sont en service dans la ville et la zone de Binhai.
Les deux principaux opérateurs de métro à Tianjin sont :
- Métro de Tianjin. Actuellement 71 stations sur 4 lignes.

| Number & Name | Number & Name | Terminaux                                            | Correspondance          | Année d'ouverture |
| ------------- | ------------- | ---------------------------------------------------- | ----------------------- | ----------------- |
| 1             | Ligne 1       | Shuanglin - Liuyuan                                  | -L2, L3.                | 1970              |
| 2             | Ligne 2       | Caozhuang - Aéroport international de Tianjin Binhai | L1, L3, M5, M6, M7, L9. | 2011              |
| 3             | Ligne 3       | Huayuan chanye yuanqu - Xiaodian                     | L1, L2, M5, M6, M8, L9. | 2011              |
| 9             | Ligne 9       | Zhongshanmen - Xinlizhen                             | L2, L9, B1, Tram 1.     | 2004              |

- Binhai Mass Transit (BMT). Actuellement 25 stations sur 2 lignes.

| Number & Name | Number & Name                   | Terminaux                                                  | Correspondance | Année d'ouverture |
| ------------- | ------------------------------- | ---------------------------------------------------------- | -------------- | ----------------- |
| B1            | Ligne B1                        | Xinlizhen - Donghai Lu                                     | 9, T1.         | 2004              |
| T             | TEDA Modern Guided Rail Tram T1 | TEDA - North of College District (Nord du cité université) | B1, L9.        | 2007              |

### Transport routier
Certains endroits à Tianjin, dont les routes et les ponts, ont été nommés par les trois principes du peuple de Sun Yat-sen (par exemple, la porte Minquan sur la route Zhonghuan). Ces noms renvoient à la période de la république de Chine sur le continent. Beaucoup de routes à Tianjin trouvent leur nom dans des provinces ou villes de Chine. Enfin, contrairement à Pékin, peu de routes sont parallèles et orientées selon les points cardinaux.
Tianjin possède trois boulevards périphériques. Contrairement à Pékin, les boulevards intérieur et médian ne sont pas des routes fermées et contrôlées et elles ont de nombreuses intersections avec des rues plus petites. Le périphérique extérieur est le boulevard le plus fermé qui ressemble plus à une autoroute.
Les routes de Tianjin finissent souvent en dao (道 avenue), xian (S: 线 / T: 線) (souvent utilisé pour les autoroutes et voies rapides) et lu (路 route). La dénomination de jie (街 rue) reste rare. Comme les routes à Tianjin suivent rarement les points cardinaux, les routes jing (S: 经 / T: 經) et wei (S: 纬 / T: 緯) sont quant à elles orientées respectivement nord-sud et est-ouest.
Les sept autoroutes chinoises suivantes passent par Tianjin :
- Jingjintang, de Pékin, via la zone urbaine de Tianjin, au district de Tanggu / TEDA ;
- inghu, du pont de Jinjing Gonglu à Shanghai (avec Jingjintang, cette autoroute relie Pékin à Shanghai) ;
- ingshen, par le district de Baodi sur la route entre Pékin et Shenyang ;
- Tangjin, du district de Tanggu, Tianjin, à Tangshan, Hebei -- connu à Tianjin sous le nom de Jintang ;
- Baojin, du district de Beichen, Tianjin, à Baoding, Hebei -- connu à Tianjin sous le nom de Jinbao ;
- Jinbin, du pont de Zhangguizhuang au pont de Hujiayuan Bridge, tous les deux à Tianjin ;
- Jinji, du centre de Tianjin au xian de Jixian.

Les six routes nationales de Chine passent par Tianjin :
- autoroute 102, par le xian de Ji, Tianjin sur la route de Pékin à Harbin ;
- autoroute 103, de Pékin, via la zone urbaine de Tianjin, au district de Tanggu ;
- autoroute 104, de Pékin, via la municipalité de Tianjin, à Fuzhou ;
- autoroute 105, de Pékin, via la municipalité de Tianjin, à Macao ;
- autoroute 112, autoroute circulaire autour de Pékin, passant par la municipalité de Tianjin ;
- autoroute 205, de Shanhaiguan, Hebei, via la municipalité de Tianjin, à Canton.

Les autoroutes sont parfois fermées à cause d'un dense fog, en particulier pendant l'automne et le printemps.

## Relations internationales
Tianjin est jumelée et a noué des relations amicales avec de nombreuses villes et régions du monde entier,.
| Ville                     | Pays               | Relation depuis   | Type de relation |
| ------------------------- | ------------------ | ----------------- | ---------------- |
| Kobe                      | Japon              | 24 juin 1973      | Jumelage         |
| Philadelphie              | États-Unis         | 10 février 1980   | Jumelage         |
| Melbourne                 | Australie          | 5 mai 1980        | Jumelage         |
| Yokkaichi                 | Japon              | 28 octobre 1980   | Jumelage         |
| Sarajevo                  | Bosnie-Herzégovine | 28 mai 1981       | Jumelage         |
| Région Nord-Pas-de-Calais | France             | 10 octobre 1984   | Jumelage         |
| Lombardie                 | Italie             | 9 mai 1985        | Jumelage         |
| Groningue                 | Pays-Bas           | 12 septembre 1985 | Jumelage         |
| Chiba                     | Japon              | 7 mai 1986        | Jumelage         |
| Région de Plovdiv         | Bulgarie           | 15 octobre 1989   | Jumelage         |
| İzmir                     | Turquie            | 23 septembre 1991 | Jumelage         |
| Abidjan                   | Côte d'Ivoire      | 26 septembre 1992 | Jumelage         |
| Oulan-Bator               | Mongolie           | 27 septembre 1992 | Jumelage         |
| Kharkiv                   | Ukraine            | 14 juin 1993      | Jumelage         |
| Jönköping                 | Suède              | 23 septembre 1993 | Jumelage         |
| Incheon                   | Corée du Sud       | 7 décembre 1993   | Jumelage         |
| Land de Sarre             | Allemagne          | 27 septembre 1994 | Jumelage         |
| Łódź                      | Pologne            | 1er octobre 1994  | Jumelage         |
| État de Rio de Janeiro    | Brésil             | 18 avril 1995     | Jumelage         |
| Comté d'Orange            | États-Unis         | 7 août 1997       | Jumelage         |
| État d'Amazonas           | Brésil             | 20 octobre 1997   | Jumelage         |
| Hải Phòng                 | Viêt Nam           | 8 janvier 1999    | Jumelage         |
| Dallas                    | États-Unis         | 14 avril 1995     | Amicale          |
| Rishon LeZion             | Israël             | 26 septembre 1994 | Association      |
| Turku                     | Finlande           | 17 août 2000      | Association      |
| Hakodate                  | Japon              | 18 octobre 2001   | Association      |
| Thessalonique             | Grèce              | 4 mars 2002       | Association      |
| Nampo                     | Corée du Nord      | 11 août 2002      | Association      |
| Oblast de Moscou          | Russie             | 17 mai 1993       | Association      |
| Province d'Andijan        | Ouzbékistan        | 12 mars 1999      | Association      |
| Almaty                    | Kazakhstan         | 22 novembre 2002  | Association      |
| Gênes                     | Italie             | 18 octobre 1994   | Association      |

| Ville                     | Pays           | Relation depuis   | Type de relation |
| ------------------------- | -------------- | ----------------- | ---------------- |
| Bilbao                    | Espagne        | 23 février 1995   | Association      |
| Constanţa                 | Roumanie       | 7 mars 1995       | Association      |
| Port-Saïd                 | Égypte         | 21 novembre 1991  | Association      |
| Toronto                   | Canada         | 31 mars 1999      | Association      |
| Texas                     | États-Unis     | 26 mars 2003      | Association      |
| Mississauga               | Canada         | septembre 1997    | Association      |
| Maracaibo                 | Venezuela      | 6 juillet 1997    | Association      |
| Callao                    | Pérou          | 18 avril 2000     | Association      |
| Arica                     | Chili          | 30 juin 1997      | Association      |
| Montevideo                | Uruguay        | 26 juin 1997      | Association      |
| Pretoria                  | Afrique du Sud | 4 juin 2004       | Association      |
| Province du Java oriental | Indonésie      | 27 octobre 2003   | Association      |
| Nakhon Sawan              | Thaïlande      | 11 octobre 2002   | Association      |
| Phnom Penh                | Cambodge       | 11 octobre 2002   | Association      |
| Mar del Plata             | Argentine      | 6 juillet 2001    | Association      |
| Santiago                  | Cuba           | 24 février 2001   | Association      |
| Karup                     | Danemark       | 13 septembre 1999 | Association      |
| Novossibirsk              | Russie         | 7 avril 1998      | Association      |
| Communauté de Madrid      | Espagne        | 7 avril 1997      | Association      |
| Principauté des Asturies  | Espagne        | 2 juillet 1996    | Association      |
| État du Goiás             | Brésil         | 26 septembre 1994 | Association      |
| Cologne                   | Allemagne      | 12 septembre 2007 | Association      |
| Province du Gyeonggi      | Corée du Sud   | 28 mars 2008      | Association      |
| Pusan                     | Corée du Sud   | 23 juillet 2007   | Association      |
| Göteborg                  | Suède          | 1er mai 1993      | Association      |
| Kiev                      | Ukraine        | 6 avril 1993      | Association      |
| La Réunion                | France         | 10 novembre 2002  | Association      |
| Chicago                   | États-Unis     | 21 avril 2008     | Association      |
| Hawaï                     | États-Unis     | 1er novembre 2002 | Association      |
| Houston                   | États-Unis     | 8 janvier 1993    | Association      |
| Fitchburg                 | États-Unis     | [ 42 ]            |                  |
| Clarence                  | États-Unis     | 10 novembre 2001  |                  |
| Greenville                | États-Unis     | 2002              |                  |

## Personnalités liées à Tianjin
- Ai Xia (1912-1934), actrice du cinéma muet
- Denise Battegay, (1918-2004), peintre française
- Xia Baolong (1952–), homme politique
- Wang Hao (1992–), championne du monde de plongée
- Liu Huan (1963–), Chanteur de variétés
- Wen Jiabao (1942–), Premier ministre de la République populaire de Chine
- Eric Liddell (1902–1945), joueur de rugby, champion olympique de course
- Gao Lingwei (1870–1940), Premier ministre de la République populaire de Chine 1923-1924
- Zhang Pengxiang (1980–), joueur d'échecs
- Qin Gang (1966–), diplomate et homme politique
- Wang Qiang (1992–), joueuse de tennis professionnelle
- Peng Shuai (1986–), joueuse de tennis professionnelle
- Zhang Shuai (1989–), joueuse de tennis professionnelle
- Lucille Soong (1935–), actrice
- Lam Suet (1964–), acteur de Hong-Kong
- Tan Xue (1984–), championne olympique d'escrime
- Zhao Yanming (1981–), championne olympique du 400 mètres
- Sun Yaoting (1902–1992), dernier eunuque chinois
- Chen Yibing (1984–), championne olympique de gymnastique
- Hao Jingfang (1987–), écrivaine
- Xu Yifan (1988–), joueuse de tennis professionnelle
- Yang Yi (1919–2023), écrivaine, traductice de Wuthering Heights en chinois
- Duan Yingying (1989–), joueuse de tennis professionnelle
- Huo Yuanjia (1868–1910), pratiquant d'art martial
- An Zhongxin (1971–), championne olympique de soft ball

## Galerie photo

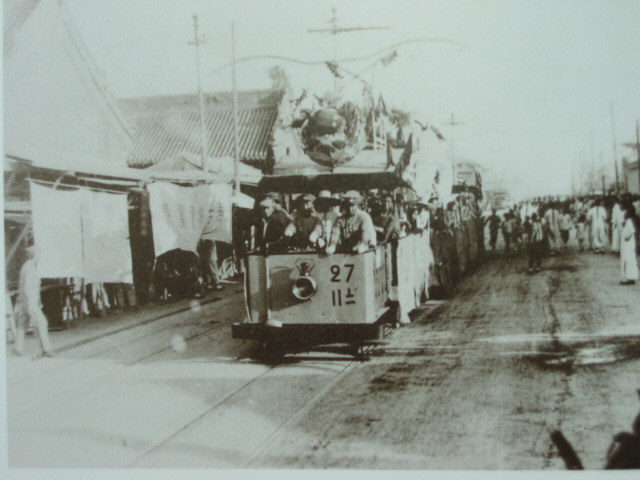
Le premier tram en 1906.
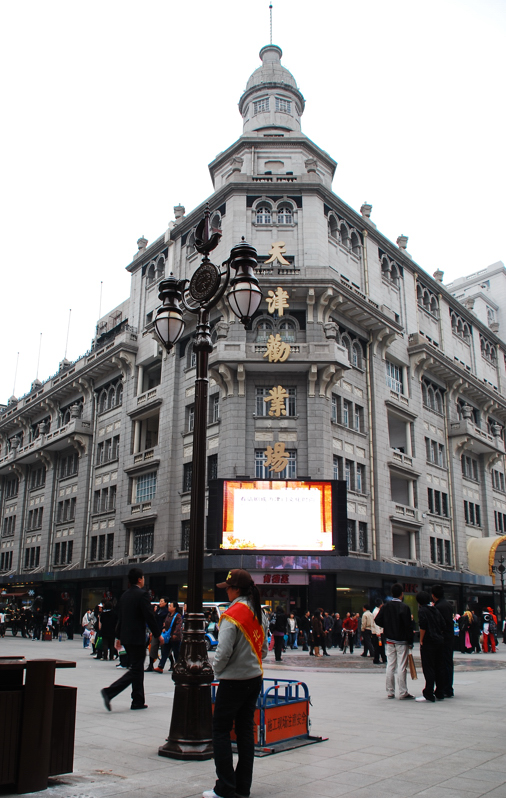
Rue de Tianjin, Heping lu.
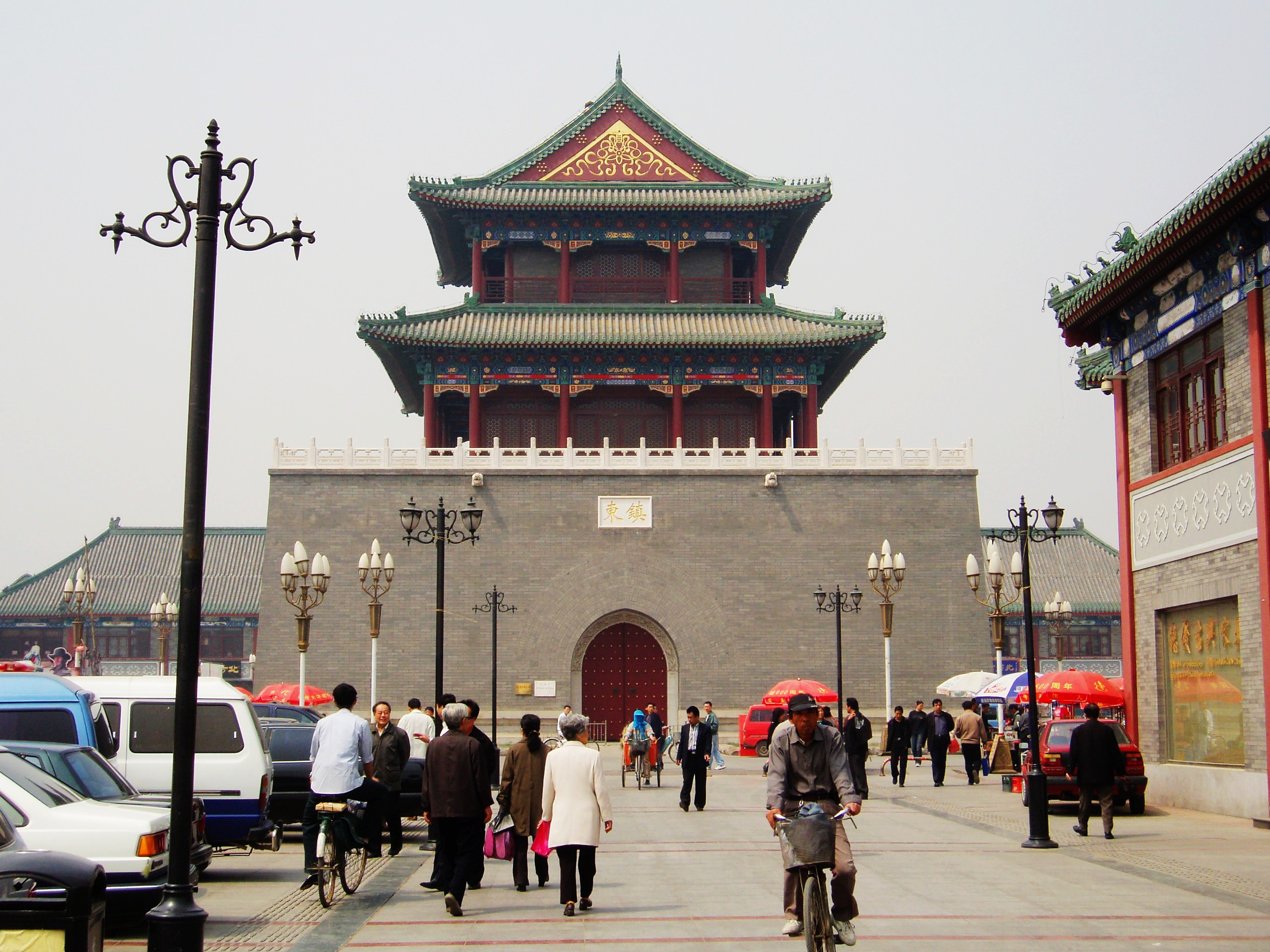
La tour du Tambour.
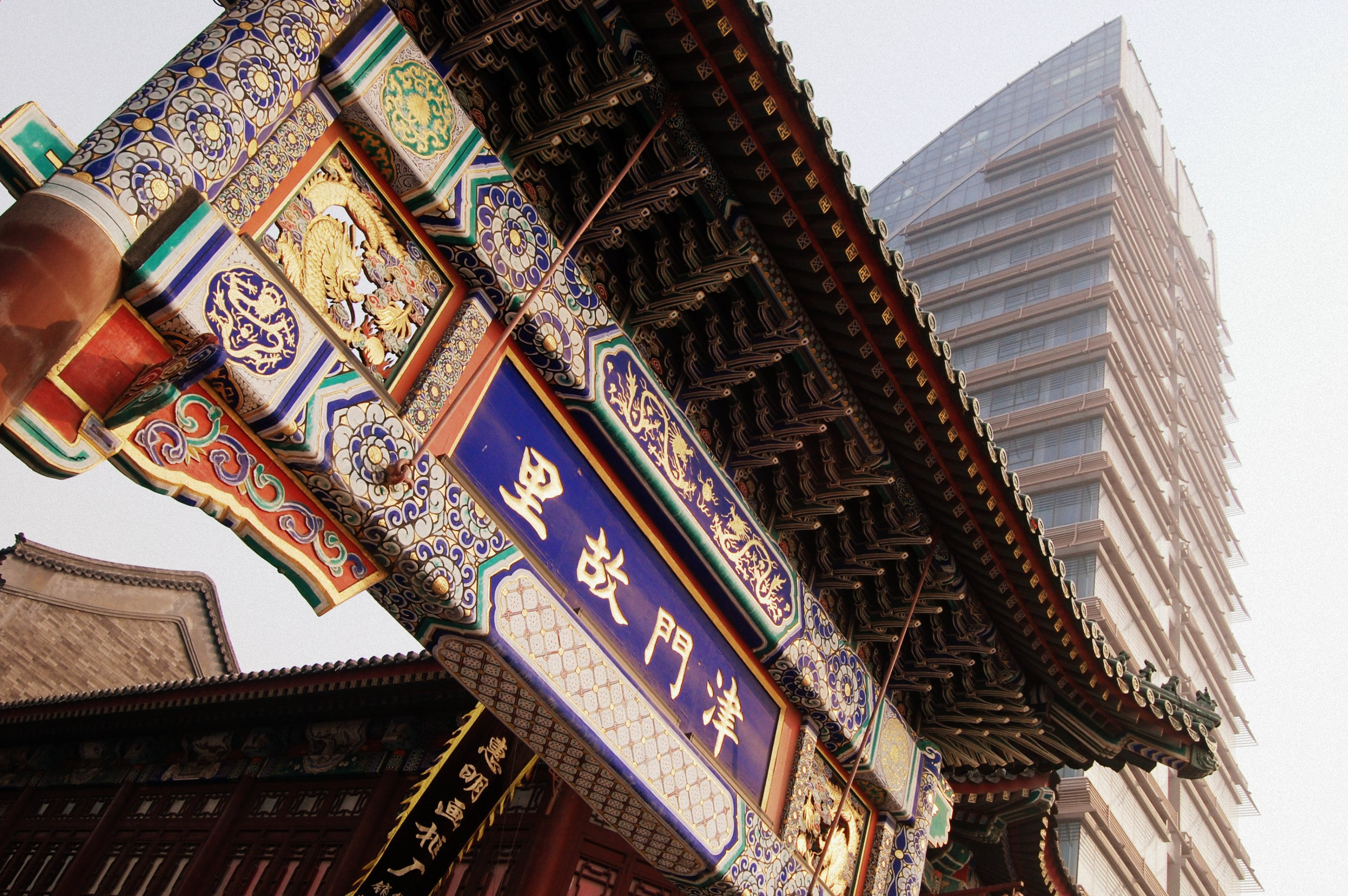
Paifang (monument de la Porte).
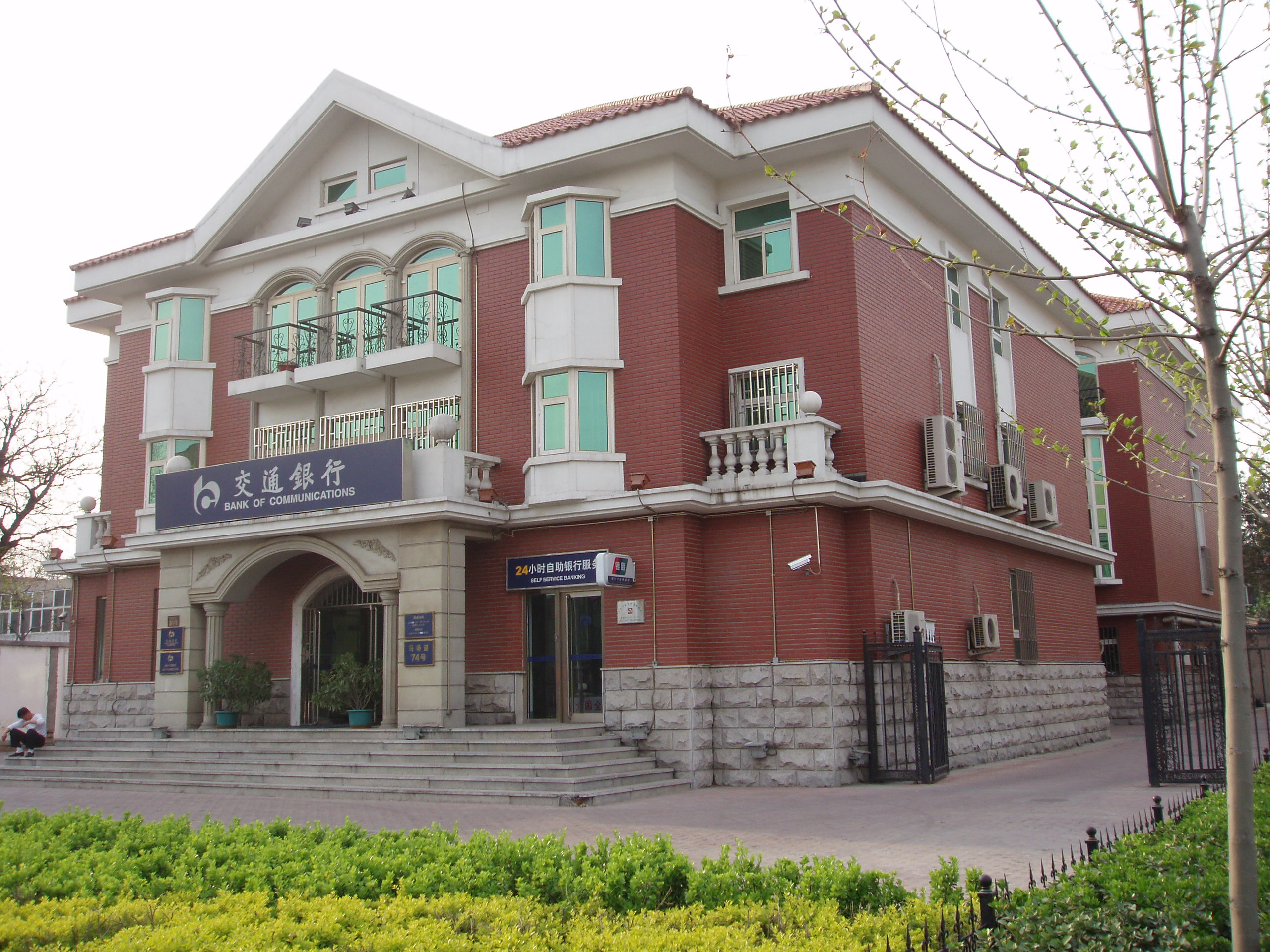
Une banque.